# المسيحية في اليونان

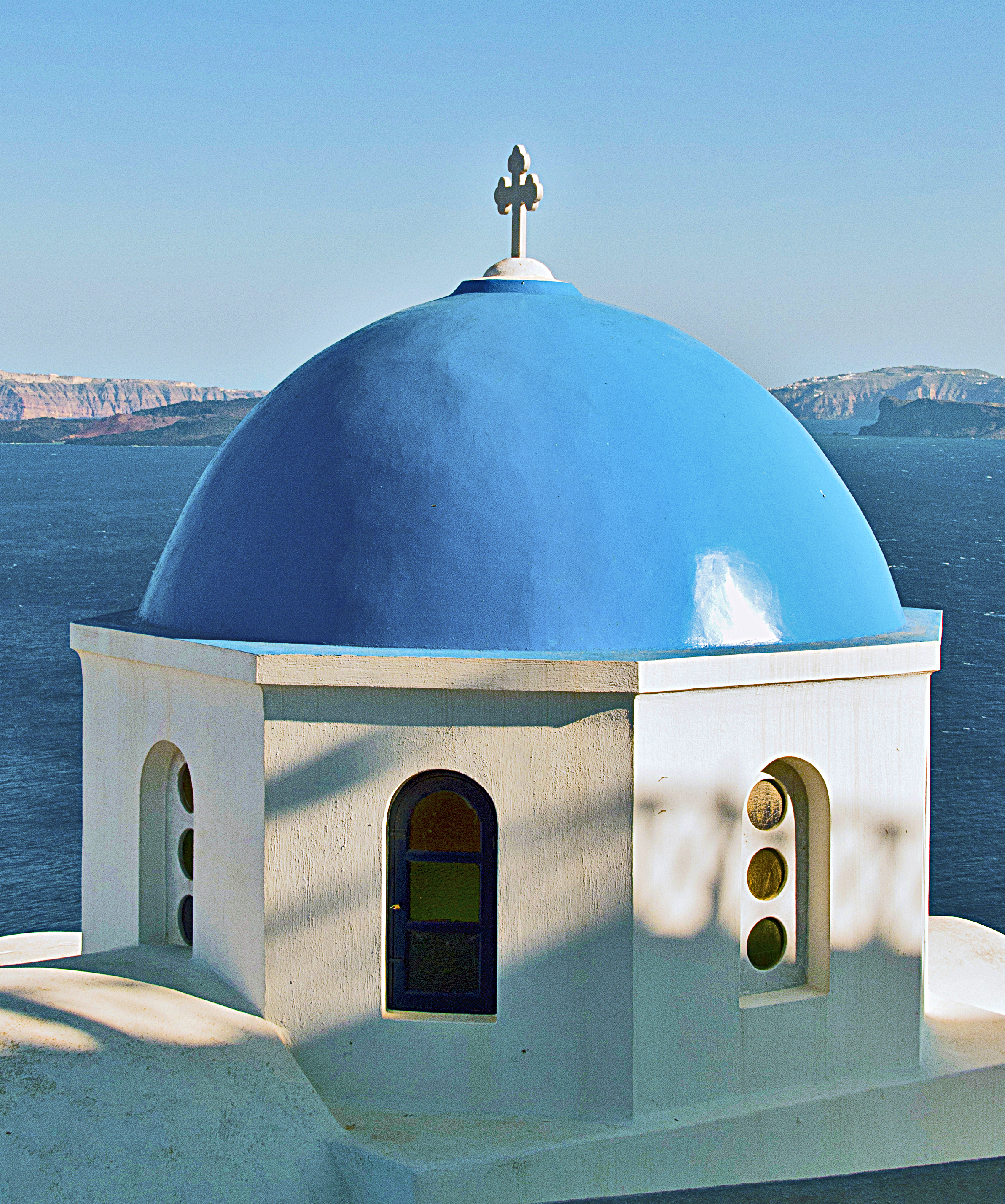
كنيسة آغيوس ميناس، سانتوريني.

المسيحية في اليونان هي الديانة السائدة والمهيمنة، حيث أنَّ الغالبيّة العظمى (98%) من سكان اليونان من المسيحيين، ومعظمهم من أتباع الكنيسة اليونانية الأرثوذكسية. وهي الكنيسة التي يصفها الدستور اليوناني بأنها الدين الرسمي للدولة. وتُحظى اليونان بمعدل مرتفع مقارنًة بدول الاتحاد الأوروبي من حيث حضور القداس والتَدّيُن.
شهد القرن الأول الميلادي تأسيس كنيسة اليونان؛ وشكلَّت الكنيسة اليونانية الأرثوذكسية الهوية اليونانية الحديثة ونقلت التقاليد اليونانية إلى العالم الأرثوذكسي على نطاق أوسع. لا تحتفظ الحكومة اليونانية بإحصاءات عن الجماعات الدينية ولا تطلب التعداد بحسب الانتماء الديني. لكن تتراوح نسبة أتباع الأرثوذكسية الشرقيَّة بين 90% وفقًا لمركز بيو للأبحاث، وحوالي 97% وفقًا لوزارة الخارجية الأمريكيَّة، وتُعد الكنيسة اليونانية الأرثوذكسية كنيسة وطنية تستخدم الطقوس البيزنطيَّة واللغة اليونانيَّة الكوينه، اللغة الأصليَّة للعهد الجديد. وتتقاسم إدارة الرعاية الأرثوذكسيَّة في الأراضي اليونانيَّة كل من كنيسة اليونان وبطريركية القسطنطينية.

## تاريخ

### العصور المبكرة

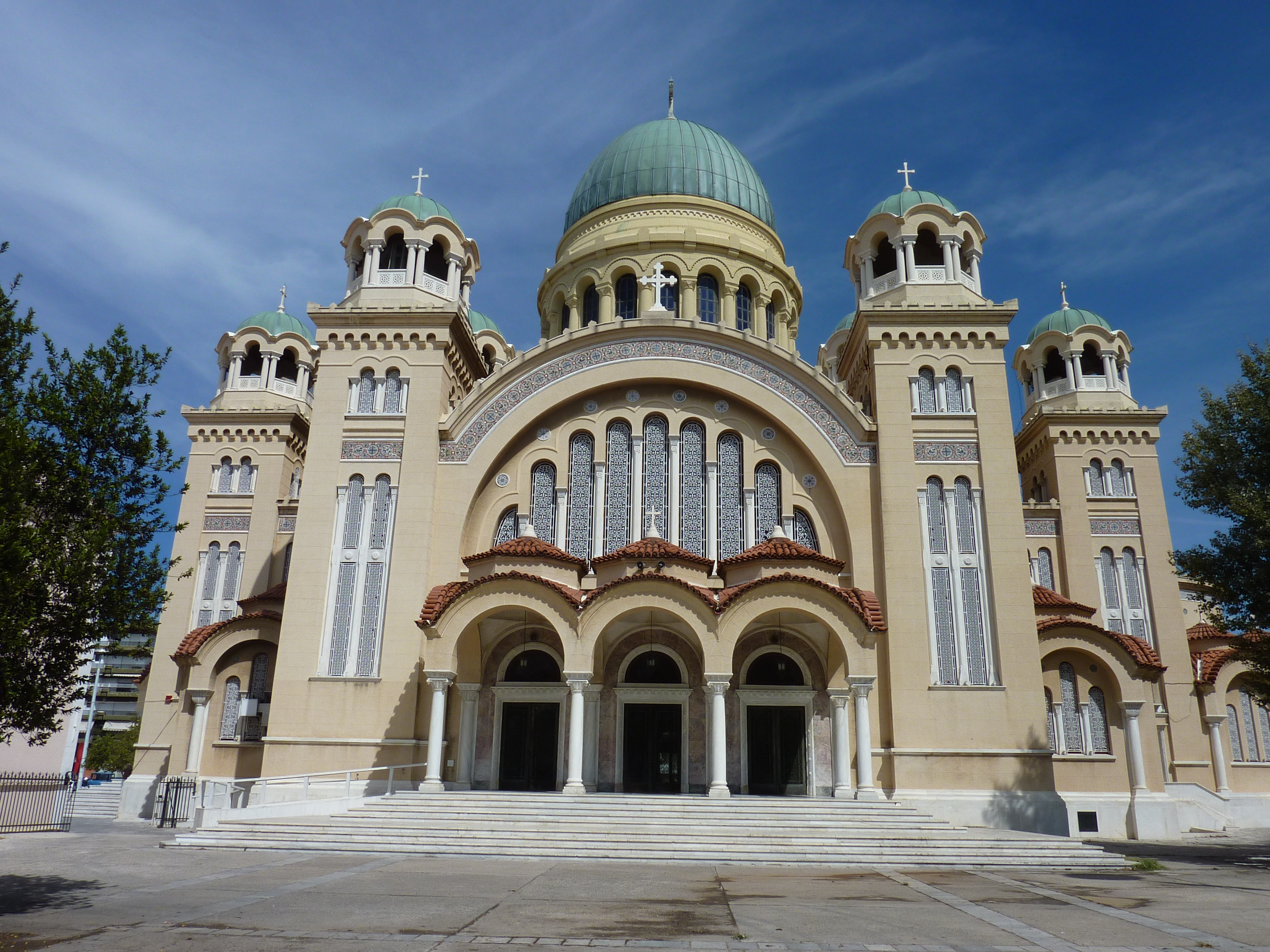
كنيسة القديس أندراوس في مدينة باتراس؛ تضم الكنيسة ضريح القديس أندراوس.

كانت اليونان مركزًا مبكرًا للمسيحيَّة، وقد دخلت المسيحية على يد بولس الطرسوسي لأول مرة إلى المنطقة الجغرافيَّة المقابلة لليونان الحديثة، على الرغم من أن التقاليد المسيحية تشير أيضًا إلى التبشير بالمسيحيَّة على يد القديس أندراوس والذي قام بنشر الإنجيل في اليونان واستشهد حسب التقاليد المسيحيَّة في باتراس. وقام تيطس، رفيق بولس الطرسوسي بالتبشير بالإنجيل في جزيرة كريت وأصبح أسقفًا عليها. ساهم بولس بنشر المسيحية خصوصًا لدى غير اليهود، إلى جانب الرسل السبعين خصوصًا في لبنان وقبرص وأنطاكية، تلا مجمع أورشليم عدة أسفار لبولس نحو اليونان ومقدونيا.
كانت اليونان محطة لعدد من تلاميذ يسوع؛ حيث تشير التقاليد المسيحيَّة إلى أنَّ فيلبس أحد تلاميذ المسيح الإثنا عشر قد زار ووَعظ في أثينا، وقد قتل لوقا كاتب إنجيل لوقا في طيبة اليونانيَّة، أمّا لازاروس من بيثاني، كان أول أسقف في كيتيون، وكتب يوحنا البطمسي سفر الرؤيا آخر أسفار العهد الجديد في منفاه في جزيرة باتموس. وبالإضافة إلى ذلك، تشير التقاليد والروايات المسيحية أنّ ثيوتوكس قد زارت جبل آثوس في 49 للميلاد. وهكذا كانت اليونان أول منطقة أوروبية تقبل المسيحيَّة. في نهاية القرن الثاني قد تطورت الأسقفيات الرسوليَّة المبكرة إلى مدن أكثر أهمية. كانت من بين هذه المدن هي سالونيك، وكورنث، نيكوبوليس، فيليبي وأثينا. خلال الحقبة الرومانيَّة، كانت اليونان وجزء كبير من بقية الشرق الروماني تحت تأثير المسيحية المبكرة. وسرعان ما أصبحن اليونان واحدة من أكثر المناطق مسيحيًة في الإمبراطورية الرومانية. بعد صعود المسيحية، كان العديد من أهم الفلاسفة مسيحيين. استخدم المدافع المسيحي جاستن مارتر في القرن الثاني، الذي كتب بشكل حصري باللغة اليونانية، الفلسفة اليونانية بشكل واسع، وخاصة الأفلاطونية. استخدم أوريجانوس الإسكندراني، مؤسس علم اللاهوت المسيحي، أيضًا أفكارًا مستفيضة من الفلسفة اليونانية. وكان أيضًا قادرًا على مواجهة الفيلسوف الوثني سيلسوس في أطروحته الدفاعية كونترا سيلسوم.

### العصور الوسطى

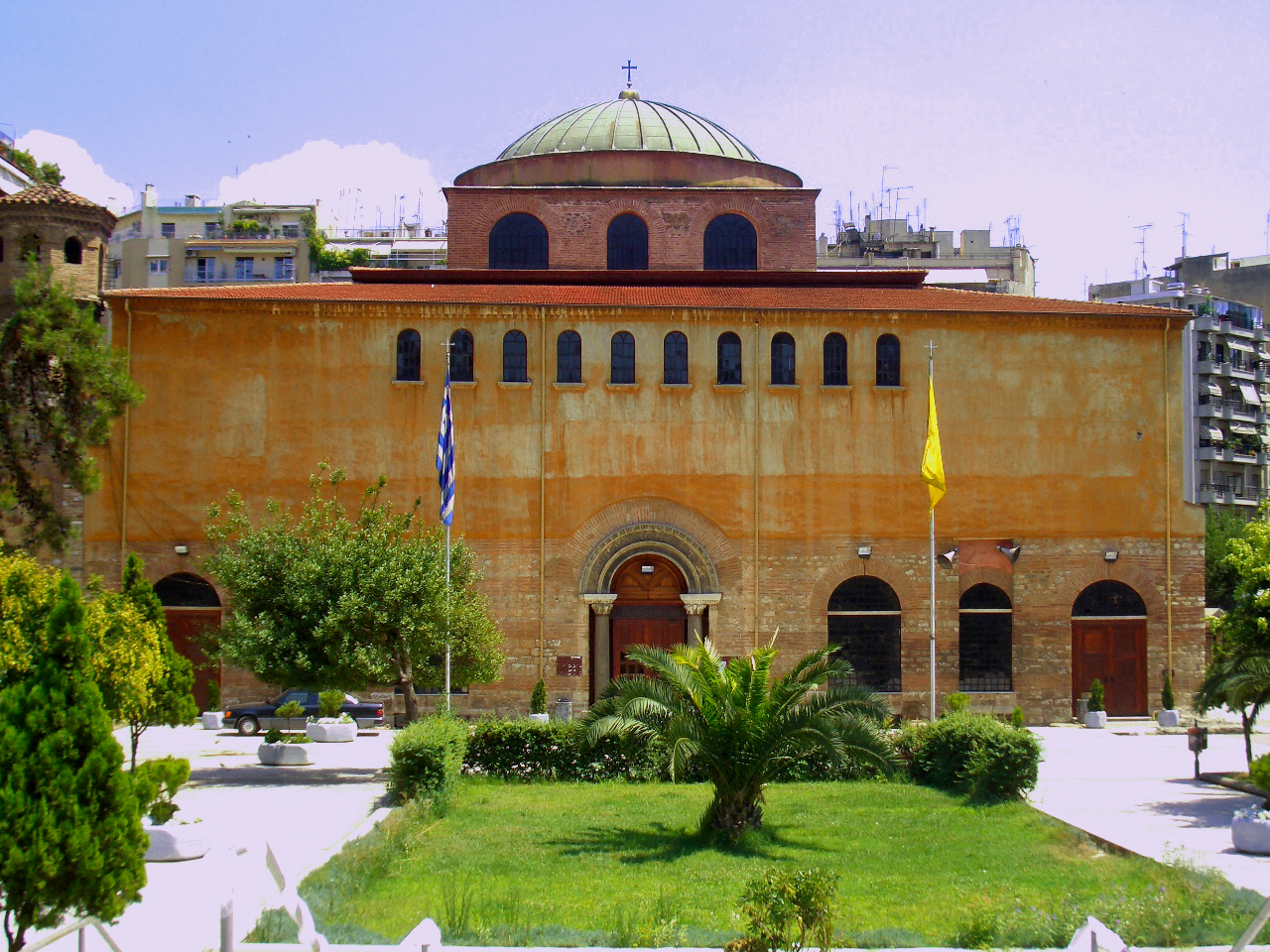
كنيسة آيا صوفيا البيزنطيَّة في مدينة سالونيك؛ بنيت في القرن الثامن وهي موقع تراث عالمي.

وصف المؤرخ أوغست هايزنبرغتاريخ الإمبراطورية الرومانية الشرقية أو الإمبراطورية البيزنطية بأنه تاريخ «الإمبراطورية الرومانية المسيحية للأمَّة اليونانيَّة». وكان لتقسيم الإمبراطورية الرومانية إلى شرقية وغربيَّة وما تلاه من انهيار الإمبراطورية الرومانية الغربية تطورات أودت بما عرف بالإنشقاق العظيم. بدأ الدور القيادي لمدينة القسطنطينية بدأ في عام 330 عندما قام الإمبراطور قسطنطين بنقل العاصمة من روما إلى القسطنطينية، والتي أصبحت مركز المسيحية الشرقية ومركز حضاري عالمي، فأضحت أعظم مدن العالم في ذلك العصر. ومع عاصمتها في القسطنطينية، كانت اللغة والثقافة الأدبيَّة اليونانيَّة والدين في الغالب أرثوذكسية شرقية. مع انهيار روما، والانشقاق الداخلي في البطريركيات الشرقية الأخرى، أصبحت كنيسة القسطنطينية، بين القرنين السادس والحادي عشر، أغنى مركز للعالم المسيحي وأكثرها نفوذاً. منذ تأسيسها في القرن الرابع إلى أوائل القرن الثالث عشر، كانت القسطنطينية أكبر وأغنى مدينة في أوروبا، وكان لها دور أساسي في نهوض المسيحية خلال عصور الرومان والبيزنطيين، إلى جانب كونها مركز ومقر لبطريرك القسطنطينية المسكوني. كما احتوت المدينة على بعض أقدس الآثار في العالم المسيحي مثل إكليل الشوك والصليب الحقيقي.
هيمن الإمبراطور قسطنطين وجستينيان الأول على الحياة السياسيَّة في اليونان خلال عقد 324 حتى عقد 610. واستيعابًا للتقاليد الرومانية، سعى الأباطرة إلى تشكيل أساس الإمبراطورية البيزنطية. وكانت الجهود المبذولة لتأمين حدود الإمبراطورية واستعادة الأراضي الرومانية في القرون الأولى. وفي الوقت نفسه، تم التشكيل النهائي للمذهب الأرثوذكسي وإرساءه في البلاد، ولكن أيضًا أودت إلى سلسلة من الصراعات الناجمة عن البدع التي تطورت داخل حدود الإمبراطورية خلال فترة مبكرة من التاريخ البيزنطي. وعند تشكيل البطريركية اليونانية الأرثوذكسيَّة، كانت الكنيسة في السابق جزءًا من بطريركية القسطنطينية المسكونية.

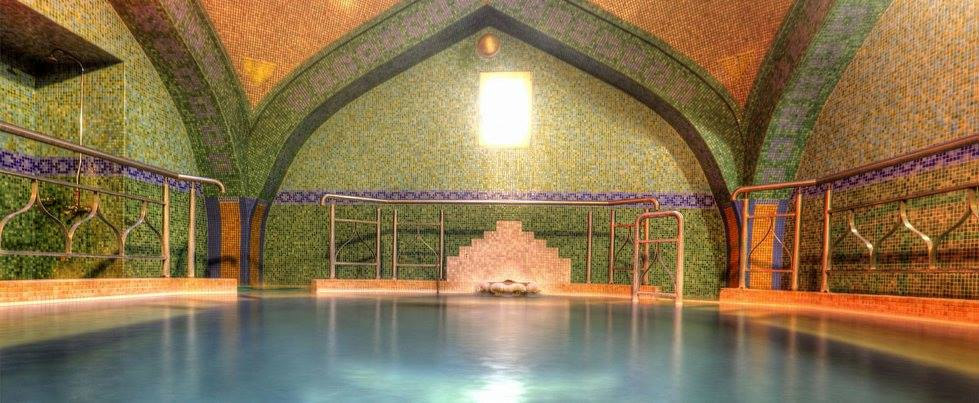
مجمع حمامات أجكيسترو في اليونان، ويعود تاريخه إلى العصر البيزنطي، لطالما ركزت المسيحية بشدة على الإهتمام بالنظافة الشخصية.

خلال عصر الإمبراطورية البيزنطية بُنِيَت العديد من الحمامات العامة من أجل النظافة؛ وبُنيَت حمامات عامة كبيرة في المراكز الحضرية البيزنطية مثل القسطنطينية وأنطاكية وسالونيك، واتّبعت هذه الحمامات الهيكليَّة الأصليَّة والنموذجيَّة للحمامات الرومانية، والتي كان فيها حمام ساخن في كل الغرف. خلال عصر الإمبراطورية البيزنطية حاولت الكنيسة أستبدال العادات الوثنيَّة بالأخلاقيات المسيحيَّة في المجال العام على سبيل المثال بُنِيَت العديد من الحمامات العامة من أجل النظافة؛ وتبعت هذه الحمامات الهيكليَّة الأصليَّة والنموذجيَّة للحمامات الرومانية، لكن على خلاف الحمامات الرومانية تم بناء أقسام منفصلة بين الرجال والنساء تأثرًا بالأخلاقيات المسيحيَّة. ومنذ أوائل العصور الوسطى بنَت الكنيسة حمامات عامة للاستحمام تفصل بين الرجال والنساء بالقرب من الأديرة ومواقع الحجّ المسيحيَّة. واشتهرت مدينة القسطنطينية في حماماتها الشعبيَّة الفاخرة مثل حمامات زاكبيكوس. وحظيت هذه الحمامات البيزنطية مثل حمامات زاكبيكوس وحمام سالونيك البيزنطي بشهرة داخل المجتمع البيزنطي وارتادها عليّة القوم والسكان العاديين بل ورجال الدين والرهبان أيضًا. وبحسب الوثائق التاريخيّة فقد عَظُمت شهرة الحمامات البيزنطية التي عُرفت بكثرة التماثيل والزخرفة في داخلها. وقد اعتمدت الحمامات العثمانية والتركية والمغربية لاحقاً تقنيات الاستحمام المستخدمة في الحمامات الرومانية والبيزنطيَّة.

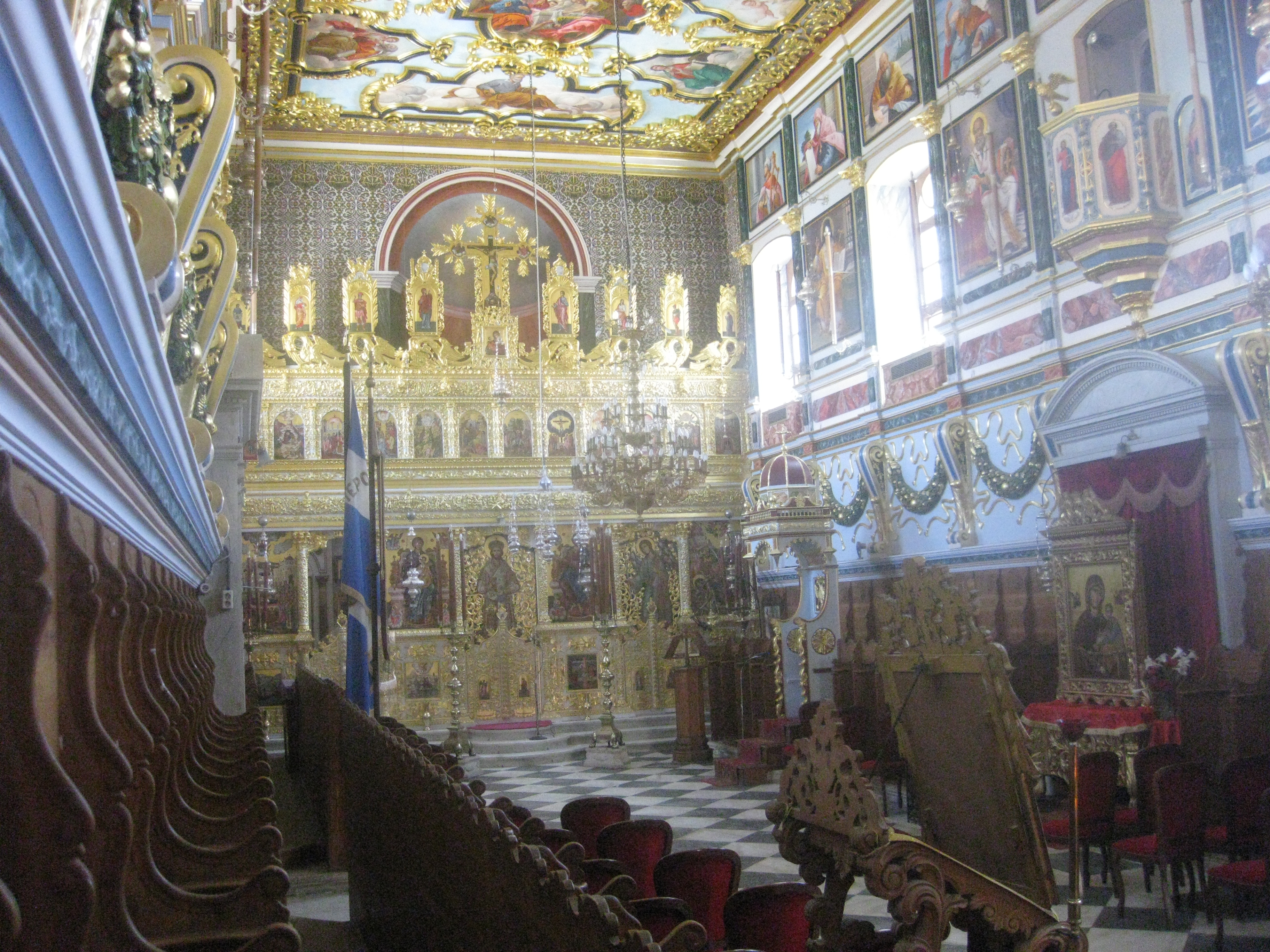
كنيسة أرثوذكسية في زاكينثوس؛ بُنيت على الطراز الفينيسي.

عاشت اليونان البيزنطيَّة عصرها الذهبي خاصةً تحت حكم الأسرة المقدونية حيث دعي عصرهم بعصر النهضة المقدونية ففي عهدهم مرت الامبراطورية البيزنطية نهضة ثقافية وعلمية وكانت القسطنطينية في عهدهم المدينة الرائدة في العالم المسيحي من حيث الحجم والثراء والثقافة. فقد كان هناك نمو كبير في مجال التعليم والتعلم ممثلة بجامعة القسطنطينية ومكتبة القسطنطينية وجرى الحفاظ على النصوص القديمة وإعادة نسخها. كما ازدهر الفن البيزنطي وانتشرت الفسيفساء الرائعة في تزيين العديد من الكنائس الجديدة، وفي عصر الكومنينيون تجدد الاهتمام بالفلسفة الإغريقية الكلاسيكية، بالإضافة إلى تزايد الناتج الأدبي باليونانية العامية. احتل الأدب والفن البيزنطيان مكانة بارزة في أوروبا، حيث كان التأثير الثقافي للفن البيزنطي على الغرب خلال هذه الفترة هائلًا وذو أهمية طويلة الأمد.
خلال السنوات الأولى للإمبراطورية البيزنطية، كانت ثيسالونيكي تعتبر المدينة الثانية في الإمبراطورية بعد القسطنطينية، على حد سواء من حيث الثروة والحجم، حيث ضمت المدينة على العديد من الكنائس والبنايات والحمامات التي بنيت على العمارة البيزنطية. وبلغ عدد سكانها 150,000 في منتصف القرن الثاني عشر. احتفظت المدينة بهذا الوضع حتى نقلها إلى سيطرة البندقية عام 1423.
وكانت المساهمة الإغريقية البيزنطية الأبرز إلى العالم السلافي من خلال العمل على محو الأمية ونشر المسيحية؛ حيث في القرن التاسع أنشأ المبشرون اليونانيون البيزنطيون كيرلس وميثوديوس، وكلاهما من سكان مدينة ثيسالونيكي، اللغة الأدبية الأولى للسلاف، وهي اللغة سلافونية كنسية قديمة، وهي على الأرجح باللهجة السلافية المستخدمة في المناطق النائية في مسقط رأسهم. وكانت القيم الأساسية لليونانيين البيزنطيين مستمدة من المسيحية والتقليد الهوميري في اليونان القديمة.

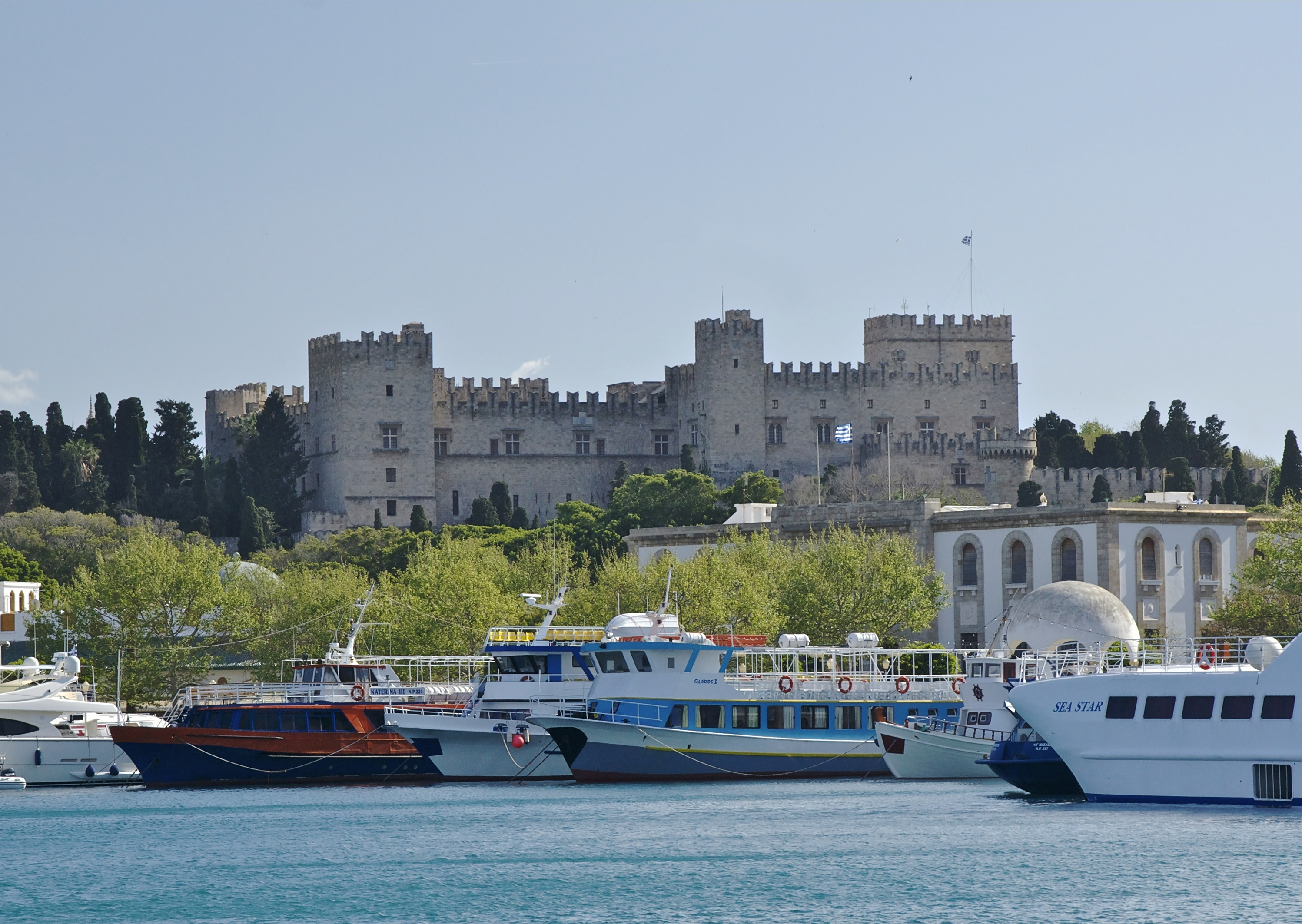
قصر السيد الأكبر لفرسان رودس.

بعد الحملة الصليبية الرابعة وسقوط القسطنطينية على يد الأوروبيين اللاتين في عام 1204، انقسمت اليونان بين إمارة إبيروس البيزنطية والحكم الفرنسي المعروف باسم فرانكوكراتيا، في حين وقعت بعض الجزر مثل كورفو وكريت وغيرها تحت حكم جمهورية جنوة وجمهورية البندقية. وتأسست ولاية إبيروت في عام 1205 من قبل مايكل كومنينوس دوكاس، ابن عم الأباطرة البيزنطيين إسحاق الثاني وأليكسيوس الثالث انجيلوس. وقام فرسان الإسبتارية باحتلال جزيرة رودس وبعض الجزر اليونانية الأخرى (مثل كاليمنوس وكاستيلوريزو) في عام 1309، وتحت حكم فرسان الإسبتارية، أعيد بناء مدينة رودس لتصبح نموذجًا للمثالية الأوروبية في العصور الوسطى، وقاموا بتشييد القلاع وقصر السيد الأكبر لفرسان رودس في الربع الأول من القرن الرابع عشر. احتفظ البنادقة في الجزر الأيونية كونهم من الكاثوليك، بالامتيازات التي كان يتمتع بها الأسقف اللاتيني في الجزر تحت حكم سلالات الكونت بالاتينات. لم يكن الكاثوليك كثيرين من ناحية خلال فترة سيطرة جمهورية البندقية، وتركزوا بشكل رئيسي في كورفو وكيفالونيا. وكان معظمهم من نسل مستوطنين إيطاليين ولكن كان هناك بعض التحولات التي قام بها اليونانيون المحليين للمذهب الكاثوليكي. ووفقًا للقانون كان على الكهنة والرهبان اليونانيين الأرثوذكس قبول الكاثوليك كرؤساء عليهم، على الرغم من أن البندقية وضعت مصالح الجمهورية قبل مصالح البابوية الكاثوليكية. تم السماح بالزواج المختلط بين المسيحيين الكاثوليك والأرثوذكس. ظهرت هوية يونانية متميزة إعيد بناءها في القرن الحادي عشر في الأوساط المتعلمة وأصبحت أكثر قوة بعد سقوط القسطنطينية على يد الصليبيين خلال الحملة الصليبية الرابعة في عام 1204. ومع ذلك، كان الجمع بين المسيحية الأرثوذكسية مع الهوية اليونانية على وجه التحديد هي التي شكلت فكرة الإغريق عن أنفسهم في السنوات الشفق للإمبراطورية البيزنطية.

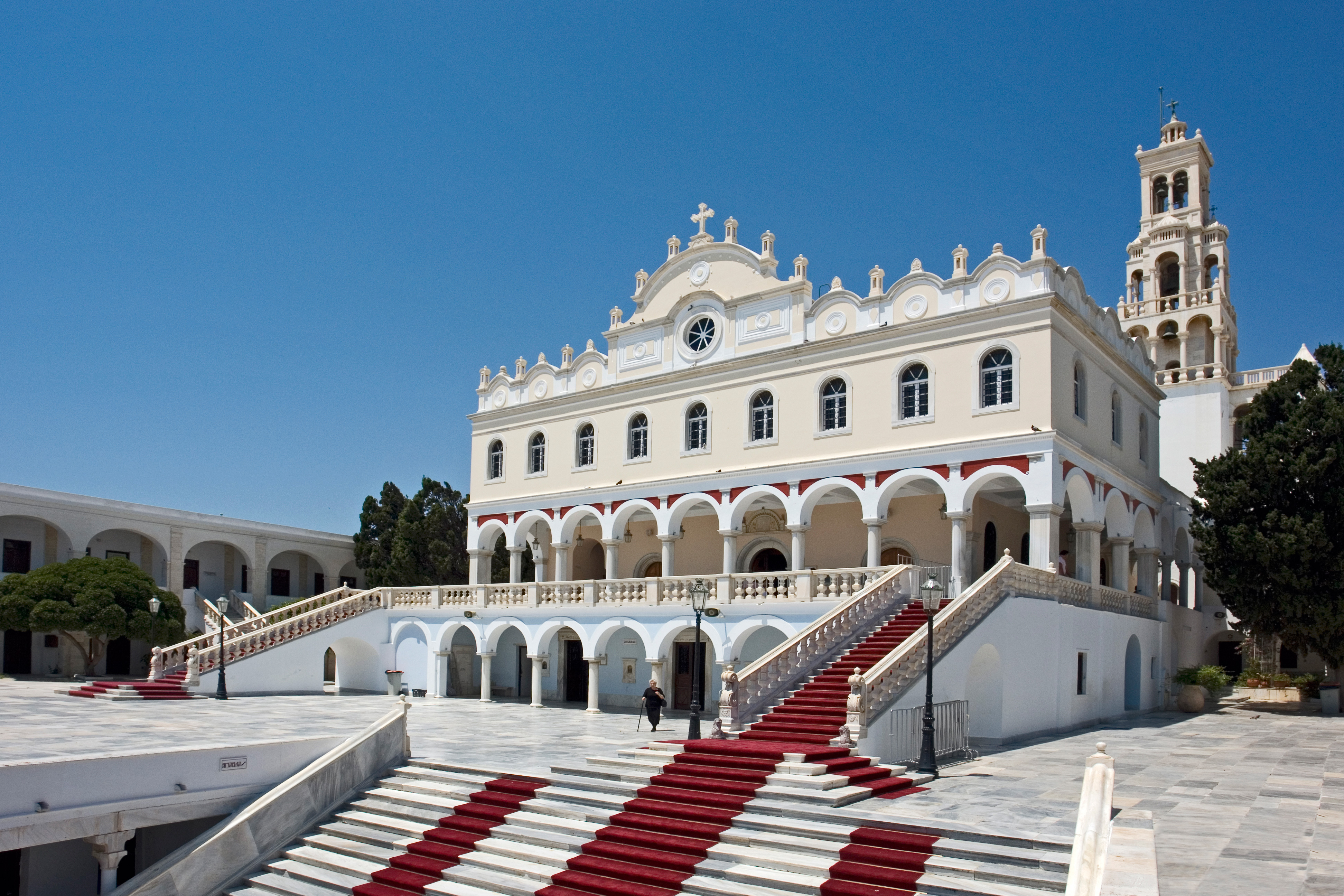
مقام سيدة تينوس.

في القرن الرابع عشر، فقدت الإمبراطورية البيزنطية الجزء الأكبر من شبه الجزيرة اليونانية في البداية إلى الصرب ثم إلى العثمانيين. وبحلول بداية القرن الخامس عشر، كان التقدم العثماني يعني أن الأراضي البيزنطيَّة في اليونان أضحت محدودة إلى أكبر مدنها سالونيك، وبيلوبونيز (ديسبوتات موريا). بعد سقوط القسطنطينية على يد العثمانيين في عام 1453، كان موريا آخر بقايا الإمبراطورية البيزنطية المقاومة ضد العثمانيين. هجر الفن البيزنطي موطنه، وأخذت هجرة العُلماء الروم إلى إيطاليا وفرنسا، التي كانت قد بدأت سنة 799هـ المُوافقة لسنة 1397م، تزداد وتُثمر في إيطاليا، ونتج عنها الدعوة إلى إنقاذ اليونان القديمة، وكان ذلك من بواعث النهضة الحديثة في أوروپَّا. وكان المهاجرون البيزنطيين من النحاة والإنسانيين والشعراء والكتّاب والمهندسين المعماريين والأكاديميين والفنانين والفلاسفة والعلماء وعلماء الدين؛ قد جلبوا إلى أوروپَّا الآداب والمعارف والدراسات النحويَّة والعلميَّة اليونانية القديمة. كان هؤلاء الإغريق البيزنطيين مسؤولين إلى حد كبير عن الحفاظ على أدب العصر الكلاسيكي. وكان النحويون البيزنطيون مسؤولين بشكل أساسي عن حمل الدراسات الكتابية والأدبية اليونانية القديمة للغرب خلال القرن الخامس عشر، بشكل شخصي أو من خلال الكتابات، مما أعطى النهضة الإيطالية دفعة كبيرة. وكان التقليد الفلسفي الأرسطوري غير متقطع تقريباً في العالم اليوناني لما يقرب من ألفي سنة، حتى سقوط القسطنطينية في عام 1453. واستكمل الاهتمام في التراث اليوناني الكلاسيكي مع التأكيد على الهوية اليونانية الأرثوذكسية، والتي عززت في الروابط بين الإغريق القرطوسيين والعثمانيين مع المسيحيين الأرثوذكس أخوانهم في الدين في الإمبراطورية الروسية. وتعززت هذه إضافياً بعد سقوط إمبراطورية طرابزون في عام 1461.

### أوائل العصر الحديث
في ظل الحكم العثماني، لم يكن للمسلمين أي سيطرة على الكنيسة واعتبرت الدولة العثمانية كل من الكنيسة الأرثوذكسية الشرقية وبطريركية القسطنطينية المسكونية هي السلطات الحاكمة لكافة المسيحيين الأرثوذكس في الدولة العثمانية، سواء كانوا يونانيين العرقيَّة أم لا. كانت الملّة الأرثوذكسية أكبر الملل غير الإسلامية في الدولة العثمانية، وقد انقسم أتباعها إلى عدّة كنائس أبرزها كنيسة الروم، والأرمن، والأقباط، والبلغار، والصرب، والسريان، وكانت هذه الكنائس تُطبق قانون جستنيان في مسائل الأحوال الشخصية. خصّ العثمانيون المسيحيين الأرثوذكس بعدد من الامتيازات في مجاليّ السياسة والتجارة، وكانت هذه في بعض الأحيان بسبب ولاء الأرثوذكسيين للدولة العثمانية. أنشأت الدولة العثمانية من خلال أخذ أطفال الرعايا المسيحيين الروم والأوروبيين الذين تم جمعهم من مختلف الأنحاء كأسرى حرب جيشًا قويًا عُرف بجيش الإنكشارية، وحُول هؤلاء الصبية بعد ذلك إلى الديانة الإسلامية بالإكراه، وتم تجنيدهم أيضاً من خلال الدوشيرمة - والتي كانت موجودة في كريت، ومقدونيا اليونانية، واليونانيين البنطيين في البنطس والمرتفعات الأرمنية والبلقان. وكان عدد من السلاطين والأمراء العثمانيين أيضاً من أصول يونانية جزئية، وكانت أمهاتهم إما محظيات يونانيات أو أميرات من عائلات نبيلة بيزنطية. ويمكن إرجاع جذور النجاح الإغريقي في الدولة العثمانية إلى التقليد اليوناني في التعليم والتجارة والمتمثل في الروم الفناريَّة، وهم أبناء عائلات يونانية أرستقراطية سكنت في حي الفنار في مدينة القسطنطينية، وظهرت كطبقة من التجار الإغريق في النصف الثاني من القرن السادس عشر، وسطع نجمها لتمارس تأثير كبير في إدارة الولايات الخاصعة لسيطرة الدولة العثمانية في البلقان في القرن الثامن عشر.
عاش بعض اليونانيين في الجزر الأيونية والأسِتانة في حالة من الرخو والازدهار، وسيطر الإغريق من القسطنطينية أو الروم الفناريَّة على مناصب هامة داخل الإدارة العثمانية، حيث تقلَّد الروم الفناريَّة وظائف ذات أهمية كبرى في الدولة العثمانية: وهي الترجمان، وترجمان الأسطول، وحكام مولدوفا وحكام الأفلاق. وبينما كان المسيحيين الأرمن واليونانيين عماد النخبة المثقفة والثرية في الأسِتانة حيث كانوا أكثر الجماعات الدينية تعليمًا في المجتمع العثماني، عانى الكثير من سكان البر الرئيسي لليونان من العواقب الاقتصادية للغزو العثماني. وقد فرضت ضرائب ثقيلة، وفي السنوات اللاحقة، سنت الدولة العثمانية سياسة إنشاء العقارات الوراثية، مما أدى إلى تحول السكان اليونانيين في المناطق الريفيَّة إلى أقنان. وعلى الرغم من أنَّ الدولة العثمانية لم تجبر رعاياها من غير المسلمين على التحول إلى الإسلام، إلا أنَّ السكان المسيحيين واجهوا عدة أنواع من التمييز والتي هدفت إلى التسليط على وضعهم الأدنى في الدولة العثمانية. وقد أدى التمييز ضد المسيحيين، لا سيَّما عندما اقترن بمعاملة قاسية من قبل السلطات العثمانية المحليّة، إلى التحوَّل إلى الإسلام، والذي كان بمعظمه شكليًا. في القرن التاسع عشر، عاد العديد من «المسيحيين المتخفين» إلى ولائهم الديانة المسيحيَّة. وغالباً ما كان التحول سطحياً للغاية وبقيوا مسيحيين متخفين. وحتى عشية الحرب العالمية الأولى كانت هناك جماعات سرية من اليونانيين الأرثوذكس البنطيين والتي تحولت إلى الإسلام شكلًا هربًا من الضرائب والاضطهادات في حين ظلت تمارسون الشعائر المسيحية في السر.
عشيَّة حرب الاستقلال اليونانية كانت رغبة الاستقلال متفشية بين اليونانيين بجميع طبقاتهم وفئاتهم، بعد أن تم شحن مشاعرهم الوطنية لفترة طويلة من الزمن بفضل جهود الكنيسة اليونانية الأرثوذكسية التي كانت تعمل على تعزيز روح القومية الهيلينية أو اليونانية في نفوس أتباعها، وقد كانت الكنيسة حينها الحصن الأخير للغة اليونانية والمسؤول الإداري عن اليونانيين أمام السلطان العثماني. ونجحت ثورة اليونانيين، واستطاع الثائرون أن يستقلوا ببلدهم عن الدولة العثمانية بعد المساعدات التي تلقوها من الدول الأوروبية. كذلك كان الأسطول العثماني قد تحطم في معركة ناڤارين عام 1827م، على يد السفن البريطانية والروسية. أدّت حرب الاستقلال اليونانية إلى مجزرة عام 1821 قامت بها سلطات الدولة العثمانية ضد المجتمع اليوناني في مدينة القسطنطينية انتقامًا لاندلاع حرب الاستقلال اليونانية. حيث بمجرد وصول خبر الانتفاضة اليونانية إلى العاصمة العثمانية، وقعت في المدينة عمليات إعدام جماعية، ومجازر من نوع الهجمات، وتدمير الكنائس، ونهب ممتلكات السكان اليونانيين في المدينة. كما وذُبح أيضًا عدة مئات من التجار اليونانيين في المدينة. توجت المجازر عندما أمر السلطان العثماني محمود الثاني بشنق بطريرك القسطنطينية الأرثوذكسي غريغوريوس الخامس المقيم في المدينة بعد أن اتهمه بالفشل بضبط المسيحيين اليونانيين في طاعة السلطات العثمانية.

### العصور الحديثة

لوحة تصوّر المطران الأرثوذكسي جيرمانوس يبارك علم الثورة اليونانية، بريشة ثيودوروس فريزاكيس (1865).

مع إنشاء المملكة اليونانية، قررت الحكومة السيطرة على الكنيسة، والابتعاد عن سلطة البطريرك في القسطنطينية. وأعلنت الحكومة أنَّ الكنيسة اليونانية الأرثوذكسية كنيسة مستقلة في عام 1833 في قرار سياسي من الملك أوتو. وقد خرق القرار السياسة اليونانية لعقود من الزمن مع ازدياد سيطرة السلطات الملكية. وقد اعترفت بطريركية القسطنطينية المسكونية أخيرًا بالوضع الجديد في عام 1850، في ظل ظروف توفيقيَّة مع مرسوم توموس الخاص الذي أعاده إلى الوضع الطبيعي. ونتيجة لذلك، فإن الكنيسة اليونانية الأرثوذكسية ما تزال تحتفظ ببعض الروابط الخاصة مع «الكنيسة الأم». وكان هناك أربعة أساقفة فقط لديهم أدوار سياسيَّة.
استمرت العلاقة بين الهوية العرقية اليونانية والكنيسة اليونانية الأرثوذكسية بعد إنشاء الدولة القومية اليونانية الحديثة في عام 1830. وفقاً للمادة الثانية من الدستور اليوناني الأول لعام 1822، تم تعريف اليونانيين على أنهم أي مسيحي مقيم في مملكة اليونان، وتم حذف الفقرة بحلول عام 1840. خلال الحرب العالمية الأولى وما تلاها (1914-1922). وتم الاعتراف في مملكة اليونان دوليًا بموجب معاهدة القسطنطينية، حيث حصلت أيضًا على الاستقلال التام عن الدولة العثمانية. وشهد هذا الحدث أيضًا ولادة أول دولة يونانية مستقلة تمامًا منذ سقوط الإمبراطورية البيزنطية على يد العثمانيين في منتصف القرن الخامس عشر. وحكم المملكة آل شليسفيش هولشتاين سوندربورغ غلوكسبورغ خلُفت المملكة الجمهورية اليونانية الأولى بعد حرب الاستقلال اليونانية واستمرت حتى عام 1924 حينما ألغي النظام الملكي وقامت الجمهورية اليونانية الثانية عقب هزيمة اليونان أمام تركيا في حملة آسيا الصغرى.
بحلول عام 1840، كان هناك عمليَّة إحياء ديني على الصعيد الوطني، يديرها الدعاة المسافرين. اعتقلت الحكومة عدد منهم وحاولت إيقاف الإحياء، لكن الحركة أثبتت أنها قوية جدًا. وبحلول ثمانينيات القرن التاسع عشر، أدت حركة «أنابلاسيس» أو التجديد إلى تجديد الطاقة الروحيَّة والتنوير. لقد حاربت الحركة ضد الأفكار العقلانية والمادية التي سربت من أوروبا الغربية العلمانية. وشجعت مدارس التعليم المسيحي، ودوائر لدراسة الكتاب المقدس. بعد الحرب العثمانية اليونانية عام 1897 أثارت الملكة أولغا كونستانتينوفنا جدلاً سياسيًا ودينيًا ونخبويًا عندما قررت رعاية ودعم المربي الكسندروس باليس بترجمة الكتاب المقدس من اللغة اليونانية الكوينه إلى اليونانية الحديثة، وهو ما أعتبره البعض بمثابة تخلي عن «التراث المقدس لليونان».

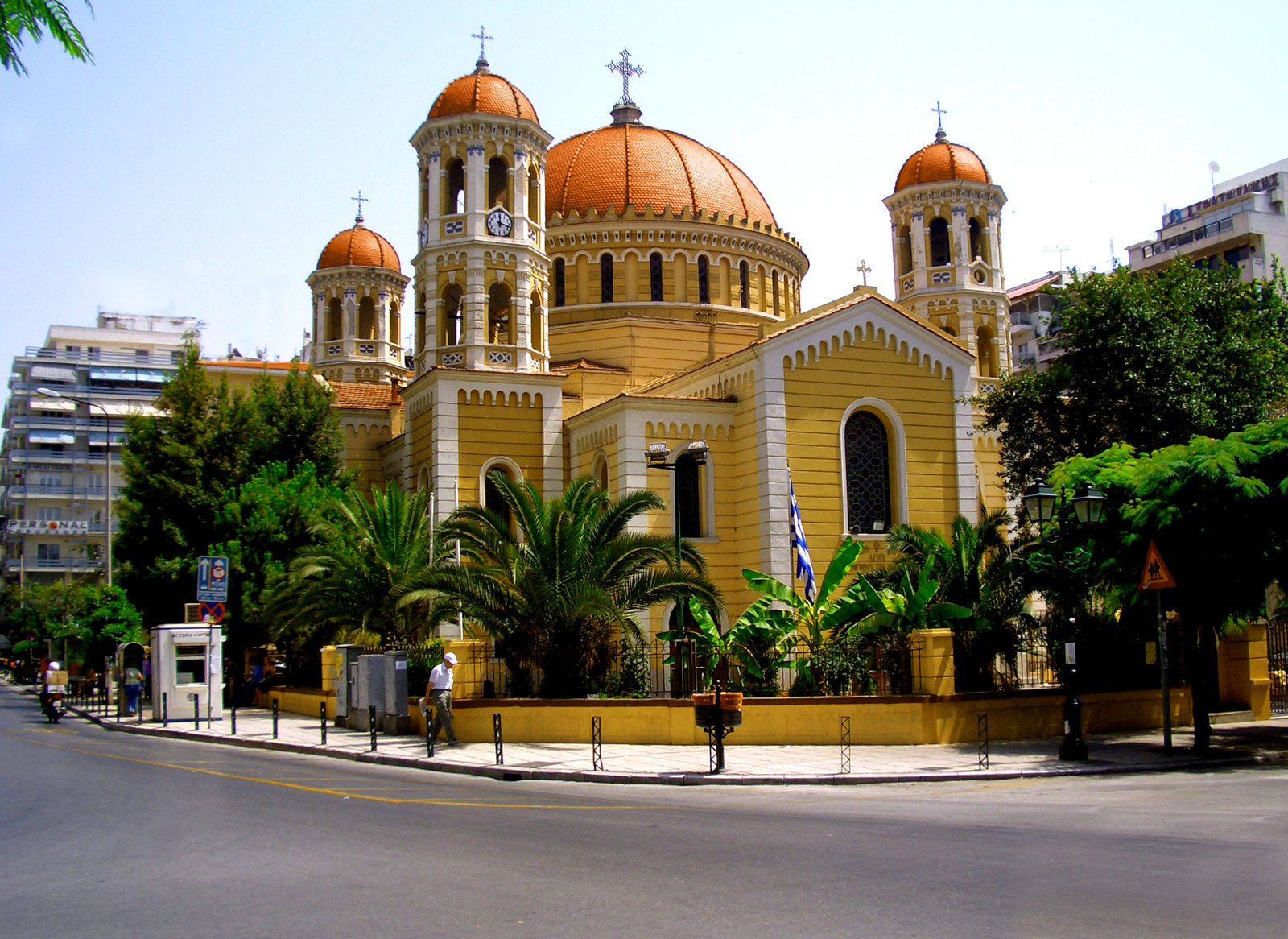
كنيسة القديس غريغوريوس بالاماس، في مدينة سالونيك.

كانت الإبادة اليونانية إبادة جماعية منهجية ضد السكان المسيحيين اليونانيين العثمانيين والتي نفذت في وطنهم التاريخي في الأناضول خلال الحرب العالمية الأولى وما تلاها (1914-1922). وتم تحريض الإبادة من قبل الحكومة العثمانية والحركة الوطنية التركية ضد السكان الأصليين من اليونانيين للإمبراطورية اليونانية في البنطس وغيرها من المناطق التي تقطنها الأقليات الإغريقية. وتضمنت الحملة مذابح، وعمليات نفي من المناطق والتي تضمنت حملات قتل واسعة ضد هذه الأقليات؛ متمثلة في مجازر وعمليات الترحيل القسري من خلال مسيرات الموت أو الإعدام التعسفي، فضلًا عن تدمير المعالم المسيحية الأرثوذكسية الثقافية والتاريخية والدينية. وخلال حقبة الاضطهاد والمذابح ضد اليونانيين في القرن العشرين، كانت هناك العديد من حالات التحول القسري تحت تهديد العنف إلى الإسلام. وأدت أحداث مثل الإبادة اليونانية، ولا سيَّما التطهير العرقي لليونانيين البنطيين في منطقة الساحل الجنوبي للبحر الأسود، والتي كانت متزامنة مع وتبعية حملة آسيا الصغرى اليونانية الفاشلة جزءاً من عملية تتريك الدولة العثمانية ووضع اقتصادها وتجارتها، والتي كانت إلى حد كبير في أيدي اليونانيين تحت السيطرة الأتراك. وكان عدد الضحايا اليونانيين وفقاً للمصادر يتراوح بين 450,000 إلى 750,000. خلال هذه الفترة قامت الحكومة العثمانية بمهاجمة وقتل مجموعات عرقية مسيحية أخرى منها الأرمن والسريان والكلدان والآشوريين وغيرهم، ويرى العديد من الباحثين أن هذه الأحداث، تعتبر جزء من نفس سياسية الإبادة التي انتهجتها الحكومة العثمانية ضد الطوائف المسيحية.
وقّعت اتفاقية التبادل السكاني بين اليونان وتركية 1923 بين الحكومتين التركيّة واليونانيّة في مدينة لوزان السويسريّة في الثلاثين من كانون الأول 1923، وتضمنت تقريباً نقل مليوني شخص مليون ونصف منهم مسيحيين كانوا يعيشون في تركيا ونصف مليون مسلم كانوا يعيشون في اليونان، أغلبهم هُجّر بالقوّة وبشكل قانوني من أوطانهم. واتفق البلدان على استخدام الدين كمحدد للهوية العرقية لأغراض التبادل السكاني، على الرغم من أن معظم اليونانيين كانوا قد تم طردهم (أكثر من مليون من أصل 1.5 مليون شخص) بحلول الوقت الذي تم فيه توقيع الاتفاقية. وكان كل من اليونانيين الكبادوكيين والبنطيين من المجموعات البيزنطية القديمة في الأناضول، والتي أُجبرت على الهجرة من تركيا إلى اليونان في عام 1923. يُذكر أن تبادل السكان اثر بشكل سلبي على الطبقة البرجوازية في تركيا، حيث شكل المسيحيين نسبة هامة من الطبقة البرجوازية.

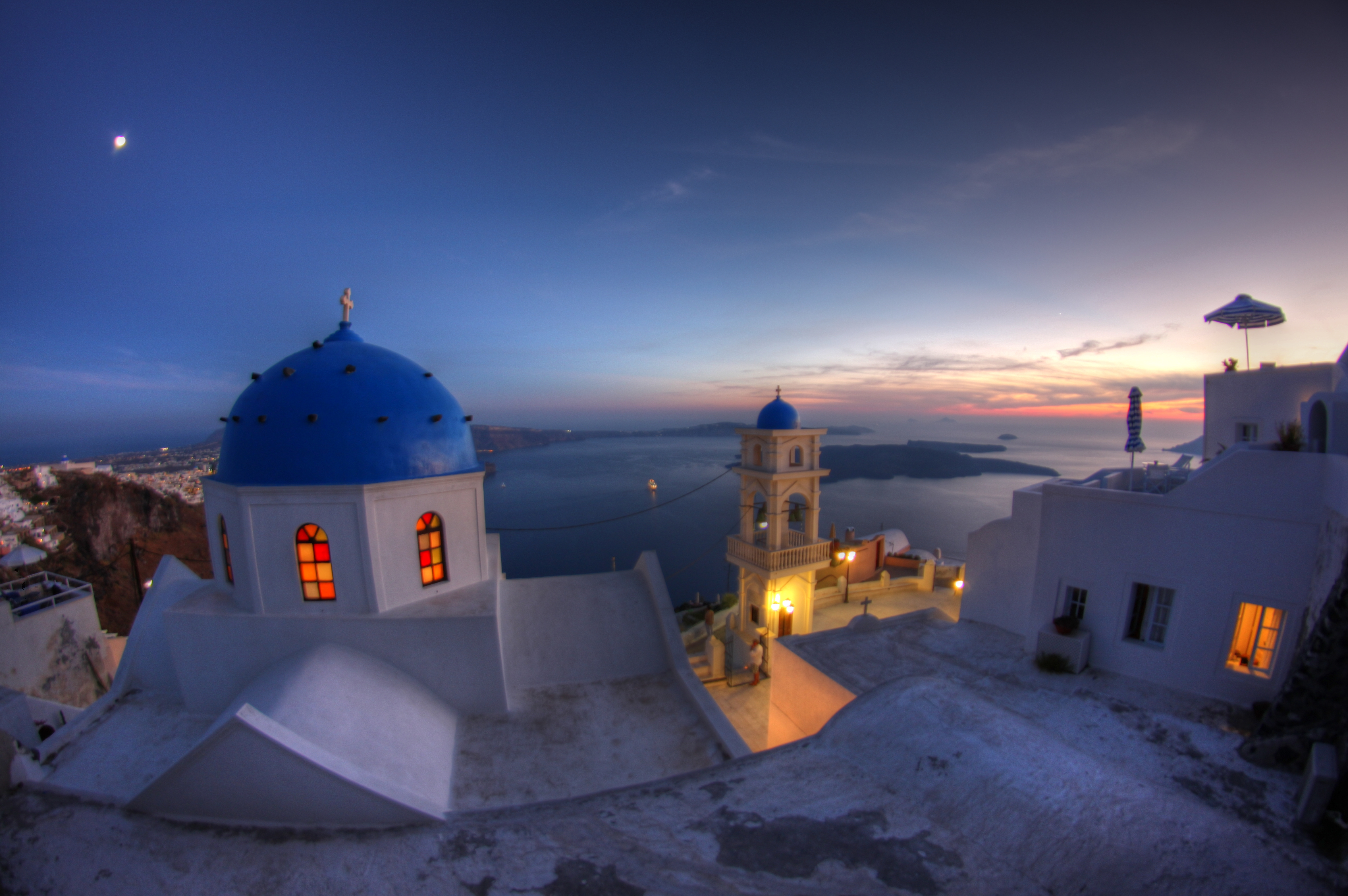
كنيسة القيامة في جزيرة سانتوريني.

قادت عملية الإحياء الديني اليوناني في القرن العشرين، حركة زوي، والتي تأسست في عام 1911. وكان مقرها في أثينا وعملت بطريقة لامركزية، وكان في عضويتها عدد من العلمانيين وكذلك بعض الكهنة. وشملت أنشطتها الرئيسيَّة نشر المنشورات وبناء مدارس الأحد على مستوى البلاد وعملت في 7,800 كنيسة وشملت أعمالها إلى حوالي 150,000 طالب. وأعتمدت حركة زوي العديد على العديد من المساعدين والمجموعات التابعة لها، بما في ذلك منظمات للرجال المحترفين والشباب وأولياء الأمور والممرضات الشابات. وقد بذلت حركة زوي جهد قوي لتعميم الأناجيل، والروايات المصورة، والكتيبات، وغيرها من المواد الدينيَّة. وشجعت الحركة الليتورجية العلمانيين على زيادة الوعي في الإفخارستيا، والتواصل الديني. وقد بنيت الندوات في القرن العشرين، ولكن معظم الخريجين دخلوا التعليم بدلاً من العمل الرعوي. وقد تعطلت الحياة الكنسية الروتينية بشدة بسبب الحرب العالمية الثانية والحرب الأهلية اللاحقة، مع حرق العديد من الكنائس، وقتل المئات من الكهنة والرهبان من قبل الألمان النازيين من جهة أو الشيوعيين من جهة أخرى.
في خضم أزمة الدين الحكومي اليوناني في عام 2010، توجهت الأنظار إلى الكنيسة اليونانية الأرثوذكسية، التي تعد المالك العقاري الثاني في البلاد، لحملها على دفع ما يتوجب عليها من ضرائب على ثروة تتولى إدارتها. وقد اتخذت الكنيسة الأرثوذكسية موقفًا دفاعيًا منذ إعفاء ضريبي استثنى “أماكن العبادة والأديرة والمؤسسات الأكليريكية” من ضريبة عقارية فرضتها بصورة عاجلة الحكومة لإعادة تعويم الخزينة. ولمواجهة موجة الإستنكار التي أثارتها وسائل الإعلام والمدونات والشبكات الاجتماعية، نفت الكنيسة في بيان المطالبة بهذه المعاملة الخاصة، مؤكدة أنها “سددت التزاماتها الضريبية القانونية”.
في عام 2018 أصبح جبل آثوس مشكلة في العلاقات المتوترة بشكل متزايد بين اليونان وروسيا، حيث رفضت الحكومة اليونانية دخول رجال الدين الروس المتوجهين إلى الدير، وذكرت وسائل الإعلام مزاعم بأن الحكومة الروسية استخدمت الجبل كقاعدة لعمليات المخابرات. وساءت العلاقات في أكتوبر من عام 2018 بعد أن حظرت الكنيسة الروسية الأرثوذكسية أتباعها من زيارة المواقع التي يسيطر عليها برثلماوس الأول بطريرك القسطنطينية، والتي تشمل جبل آثوس.

## المذاهب المسيحية

### الأرثوذكسية الشرقيّة

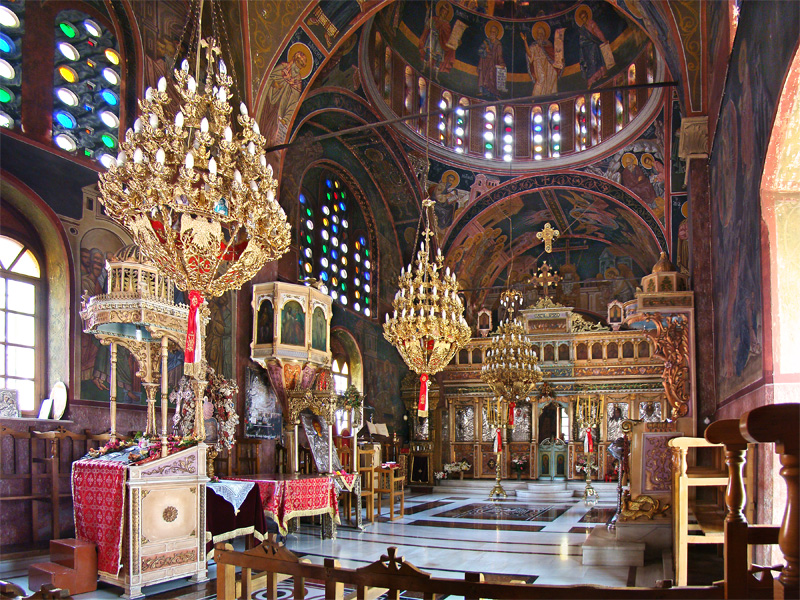
داخل كنيسة أجيوس بانتيليموناس في جزيرة رودس.

تُعتبر الكنيسة اليونانية الأرثوذكسية (باليونانية: Ελληνική Ορθόδοξη Εκκλησία)، وهي كنيسة أرثوذكسية شرقية، بحسب الدستور اليوناني الديانة الرسمية للبلاد، وبالتالي فإن اليونان هي البلد الوحيد في الاتحاد الأوروبي والعالم التي تعترف بالكنيسة الأرثوذكسية الشرقية باعتبارها دين الدولة. وتضم الكنيسة ما بين 95% إلى 98% من السكان. كما ويُشير الدستور إلى مركز الأرثوذكسية المُهّم في المجتمع اليوناني، من خلال لعب الكنيسة اليونانية الأرثوذكسية «بدور مهيمن في حياة البلاد».
تستند أهميّة الكنيسة الأرثوذكسية في اليونان بسبب دور الكنيسة في الحفاظ على الأمة اليونانية خلال سنوات احتلال اليونان من قبل الدولة العثمانية وأيضًا الدور الذي لعبته الكنيسة في حرب الاستقلال اليونانية، حيث يُشير المؤرخين أنه لم يكن للدولة اليونانية التي نعرف أن تبصر النور عام 1830، كأول انشقاق مستقل وكبير في البلقان وحوض البحر الأبيض المتوسط عن الدولة العثمانية، لولا دور الكنيسة التي قادت، بالمعنى الحرفي للكلمة، الجماعة اليونانية للاستقلال عن الآستانة. ونتيجة لذلك، تحولت الأرثوذكسية إلى سمة للأمة اليونانية الحديثة وهويتها. اليونان هي دولة مسيحية أرثوذكسية ساحقة، ومثل العديد من الأوروبيين الشرقيين، يتبنى الإغريق المسيحية كجزء أساسي من هويتهم الوطنية والثقافيَّة. وفقاً لمركز بيو للأبحاث تربى نحو 96% من سكان اليونان على المسيحية، بينما يعتبر 93% من السكان أنفسهم مسيحيين في عام 2017، أي أنَّ نسبة السكان المسيحيين مستقرة.
الكنيسة اليونانية الأرثوذكسية هي أكبر ناشط في المجال الخيري في اليونان من حيث تقديم الطعام والمساعدات الصحية، والكنيسة حاضرة في المشهد السياسي اليوناني فكل الاحتفالات الأساسية الوطنية أو استلام المناصب الرسمية العليا تتم بأداء القسم أمام الكنيسة، كما وتدفع الحكومة اليونانية الرواتب الشهرية لجميع رجال الدين العاملين في الكنيسة وأسرهم وهم بدءاً من أدنى السلّم إلى أعلاه، بعشرات الآلاف وتضمن لهم معاشات تقاعدهم كأي موظف في الدولة. وتٌقدر ملكيات الكنيسة الشاسعة بمائة وسبعين ألف هكتار وبعض مبانيها بسبب أهميتها التاريخية لا تُقدّر بثمن. الكنيسة اليونانية الأرثوذكسية معفية من الضرائب إلى حد كبير، وذلك مقارنًة مع منظمات دينية أخرى. جميع الطلاب في المدارس الابتدائية والثانوية في اليونان مُلزمون بحضور حصص الدين حسب المسيحية الأرثوذكسية، على الرغم من وجود نظام الإعفاء للطلاب الذين لا يريدون للحضور، ما دام طلب الإعفاء من كلا الوالدين.

### الكاثوليكية

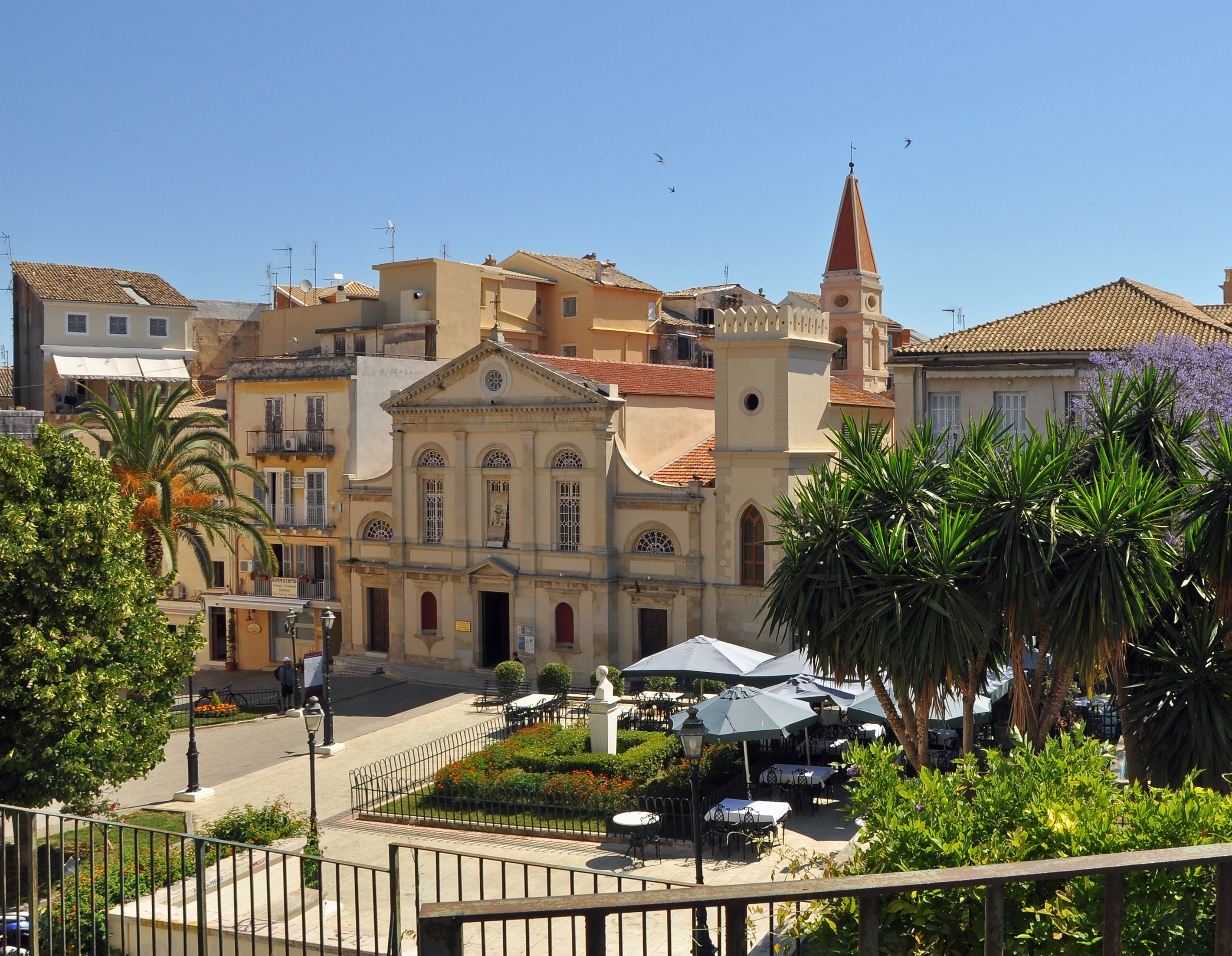
كاتدرائية القديس يعقوب والقديس كريستوفر الكاثوليكيَّة في مدينة كورفو.

يبلغ عدد المواطنين اليونانيين الكاثوليك يبلغ حوالي 50,000 نسمة ويتواجدون في جميع أنحاء اليونان، علمًا أن الغالبية من المجتمعات الكاثوليكية تعيش في جزر سيكلادس والجزر الأيونية، حيث تضم جزيرة سيروس وتينوس بعض القرى والرعايا الرومانية الكاثوليكية بالكامل. ويُمكن العثور على مجتمعات كاثوليكية أيضًا في كورفو، وناكسوس، وسانتوريني، وكيفالونيا، وزاكينثوس، ورودس، وكوس، وكريت، وساموس، ولسبوس وخيوس. يضم البر اليوناني الرئيسي على مجتمعات كاثوليكية أصغر، وتشمل مجتمعات في باتراس (والتي كانت موطناً لطائفة إيطالية رومانية كاثوليكية كبيرة حتى الحرب العالمية الثانية)، وسالونيك، وكافالا وفولوس.
ويعود الوجود الكاثوليكي في الجزر اليونانية تاريخياً وتراثياً إلى فترة سيطرة جمهورية البندقية على عدد من الجزر اليونانيّة خلال العصور الوسطى حتى عام 1797. ازداد أعداد الكاثوليك في السنوات الأخيرة ويعود ذلك بسبب الهجرة حيث تصل أعدادهم اليوم إلى أكثر من 200,000 نسمة.

#### الكاثوليك البيزنطيين
في عام 1932 كانت بطريركية الكاثوليك البيزنطيين تقتصر على الدولة اليونانية، في حين تم إنشاء بطريركية القسطنطينية للكاثوليك البيزنطيين لأولئك المقيمين في الجمهورية التركيَّة. ونظراً لاستمرار الهجرة من قبل الكاثوليك القادمين من تركيا على خلفية الأعمال المناهضة لليونانيين مثل ضريبة الثروة التركية، وعقب مذبحة إسطنبول عام 1955، انخفض عدد الكاثوليك البيزنطيين في تركيا إلى عدد قليل جداً. توفي آخر كاهن يوناني كاثوليكي مقيم في القسطنطينية في عام 1997 ولم يحل محله منذ ذلك الحين، وتقام حاليًا الخدمات الدينية في الكنيسة اليونانية الكاثوليكية في إسطنبول من قبل الكاثوليك الكلدان المنفيين الذين يعيشون في المدينة.
يبلغ عدد الكاثوليك البيزنطيين في اليونان، وهم كاثوليك يتبعون طقوس الكنائس الكاثوليكية الشرقية، ما يقرب من 5,000 شخص ويعيش معظمهم في العاصمة أثينا، وأغلبهم من العرقيّة الأغريقيّة.

### البروتستانتية
يقدّر عدد البروتستانت بما في ذلك أتباع الكنيسة اليونانية الإنجيلية والكنائس الإنجيلية الحرة؛ بحوالي 30,000 شخص. تأسست الكنيسة الخمسينيَّة من قبل الدكتور ليونيداس فيغوس في عام 1965. وأعطت كل من الكنيسة الرسمية الأرثوذكسية الشرقية، والدولة الإذن على مضض للكنائس الخمسينية للعمل بشكل قانوني. وأصبحت عملية الحصول على إذن من وزارة التعليم والدين للعمل ككنيسة بشكل أسهل. حاليًا يقدَّر عدد أتباع الكنائس الخمسينية في اليونان بحوالي 12,000 عضوًا.

## الثقافة الدينية

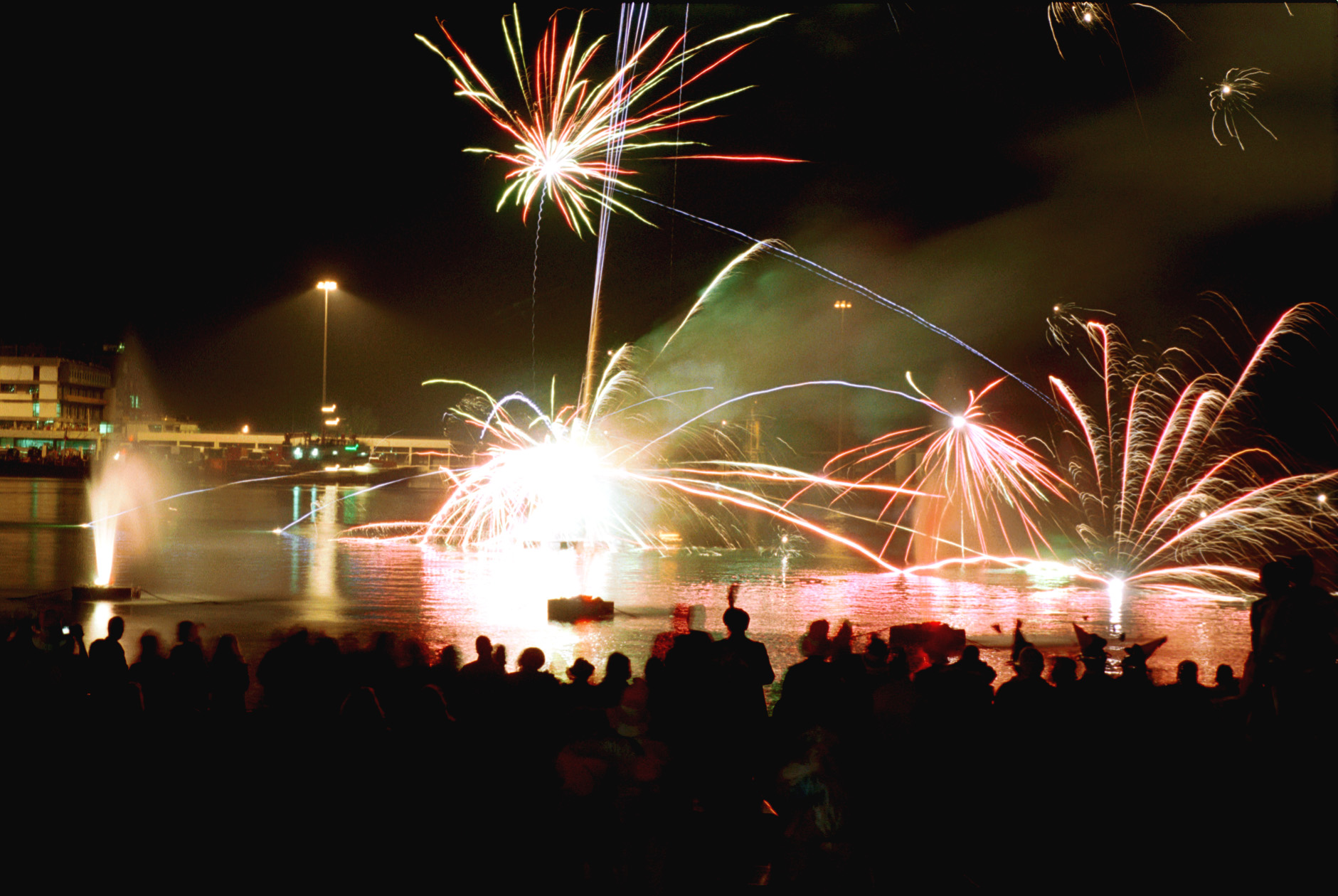
العرض الختامي لكرنفال باتراس.

ترتبط الثقافة اليونانية وأصولها ارتباطاً وثيقاً بالمعتقدات الدينية والكنيسة، فالكثير من العادات اليونانية القديمة والتي ما يزال الكثير منها في هذا الوقت هي ذات أصول دينية وعقائدية يتّبعها اليونانيون، فعلى سبيل المثال يحتفل الكثير من اليونانيين بيوم ميلاد أطفالهم، فبدلاً من ذلك فإنّهم يحتفلون بما يسمّى بيوم الاسم (باليونانيَّة: ονομαστική εορτή)، وهو اليوم المرتبط باسم القديس الذي يحمل نفس اسم الطفل، ويتمّ الاحتفال بيوم الاسم باستضافة أفراد العائلة والأصدقاء والأقارب بمكان ما. تمتد التقاليد الدينيّة التي يتّبعها اليونانيون حتّى في حالات الوفاة، فعادة ما ترتدي النساء اللون الأسود لمدة طويلة قد تصل عاماً كاملاً، أمّا الرجال فيرتدون ملابس ذات أكمام سوداء لمدة تصل 40 يوماً، ويُصنع في هذا اليوم طعام خاص معدّ من القمح وأشبه بالبسكويت، وبعد الوفاة بأربعين يوماً يقام للمتوفىّ حفل تأبين تذكاريّ، كما يتمّ تقديم خدمات سنويّة في ذكرى وفاة الفرد إظهاراً للحزن بأن الفرد لم يعد جزءاً من العائلة. ومن ناحية أُخرى يعتبر الدين جزءاً أساسياً في حياة الشعب اليوناني، إذ يظهر ذلك في العديد من عاداتهم كاحترامهم وتقديرهم لكبار السن وانتمائهم للأسرة، ومحافظة الشباب على زيارة الكنيسة لمشاهدة طقوس حفلات الزفاف والجنازات، والاحتفال بعيد القيامة، حيث مكنّت هذه الأمور من دور الكنيسة في المجتمع اليونانيّ، وسمحت لها بالتدخل في الشؤون السياسيّة والمدنيّة والحكومية في اليونان. تعدّ الأسرة هي اللبنة الأساسيّة في بناء المجتمع اليونانيّ، ويُحافظ اليونانيون على العلاقات المترابطة مع الأسرة الممتدة وأقاربهم، وتستمد هذه التقاليد الأسرية الراسخة أهميتها من الثقافة المسيحية.
يُعد عيد القيامة الأرثوذكسي في اليونان الاحتفال الأكبر خلال العام، إذ يمتد لمدة أسبوع كامل يبدأ من يوم السبت، فيزيين السُكان المحليون المنازل والكنائس وتزور الأسر والأصدقاء بعضهم البعض وتُقام ولائم خاصة بهذه المناسبة، أمّا الأطفال فيحتفلون بطريقتهم الخاصة، وذلك من خلال غناء الترانيم الخاصة بهذه المناسبة، وجمع العيديّات والبيض الملوّن، وتُعتبر وليمة لحم الحمل من أبرز الولائم التي تُقام على شرف المناسبة. ويرتبط موسم الكرنفال في اليونان بالديانة المسيحية، حيث يبدأ قبل الصيام السنوي بثلاثة أسابيع، وتنتشر في هذا العيد عروض الأزياء الجميلة والملوّنة وعروض الرقص، ومن أبرز الكرنفالات كرنفال مدينة باتراس. ومن تقاليد الاثنين النظيف التنزه في الهواء الطلق واللعب بالطائرات الورقية واستهلاك المحار وغيرها من المأكولات البحرية والغذائية الخاصة في الصيام؛ وتكون أغلب الأطباق الخاصة بهذا اليوم مأكولات بحرية (المحار والأسماك وغيرها)، يتم تحضير خبز خاص بالمناسبة يطلق عليه خبز لاجانا (باليونانيّة: λαγάνα).
يرتبط عيد الميلاد باجتماعات عائلية واحتفالات اجتماعية أبرزها وضع زينة الميلاد ممثلة بالشجرة وغالبًا ما يوضع تحتها أو بقربها «مغارة الميلاد» حيث توضع مجسمات تمثّل حدث الميلاد أبرزها يسوع طفلاً وأمه ويوسف النجار إلى جانب رعاة والمجوس الثلاثة، هذه العادة وفدت من الغرب، يذكر أن شخصية بابا نويل ترتبط بالقديس نقولا والذي كان أسقفًا على مدينة ميرا ليكيا في آسيا الصغرى، ونُسجت حوله الكثير من القصص وبأنه هو «شفيع البحارة» وأنه كان يوزع المال والأيقونات على المحتاجين ليلًا وهو متخفٍ. العيد القريب من عيد الميلاد هو عيد رأس السنة الذي يقام ليلة 31 ديسمبر، تقام عادة احتفالات عائلية في ليلة عيد الميلاد وليلة رأس السنة.

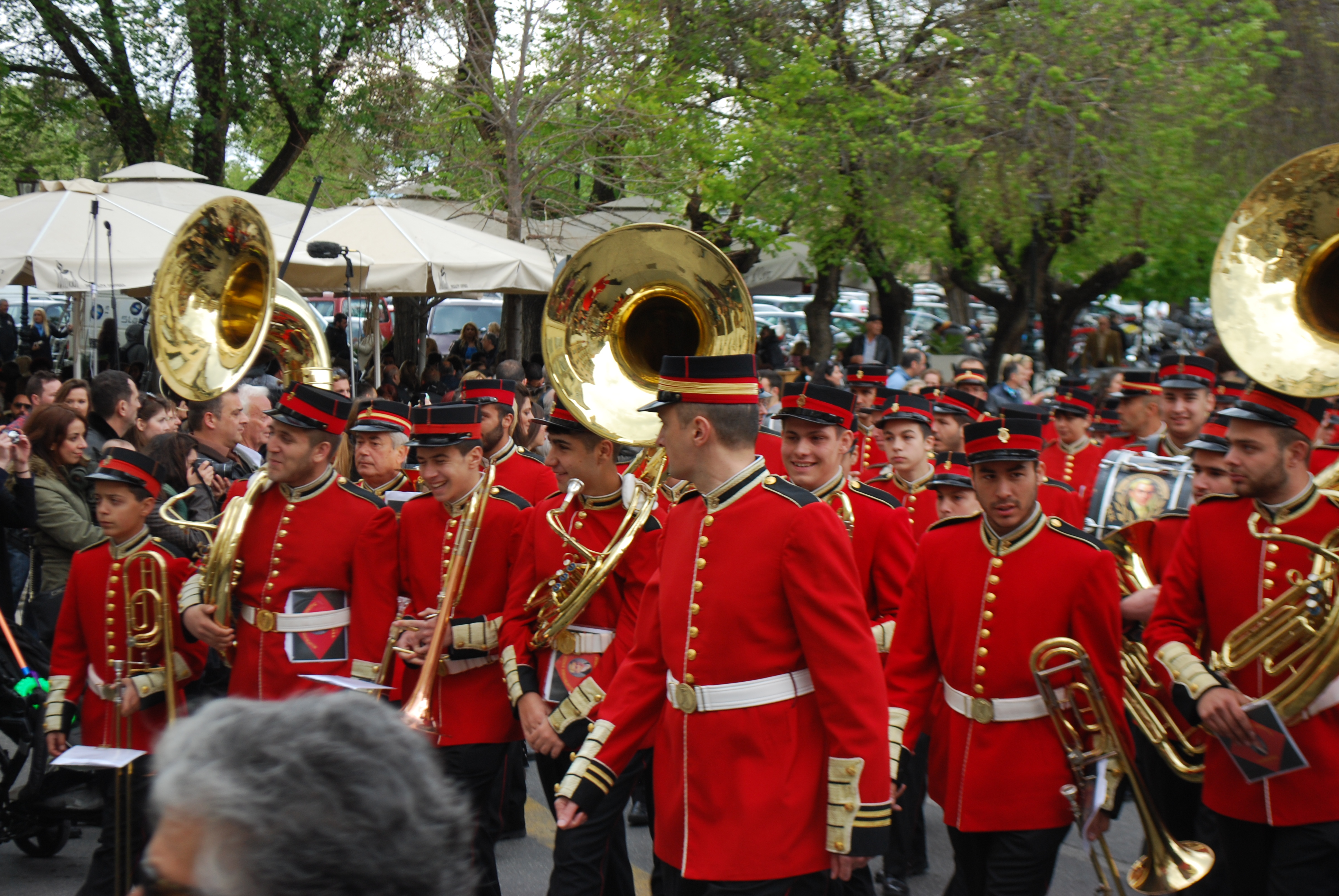
مسيرة عيد القيامة في كورفو
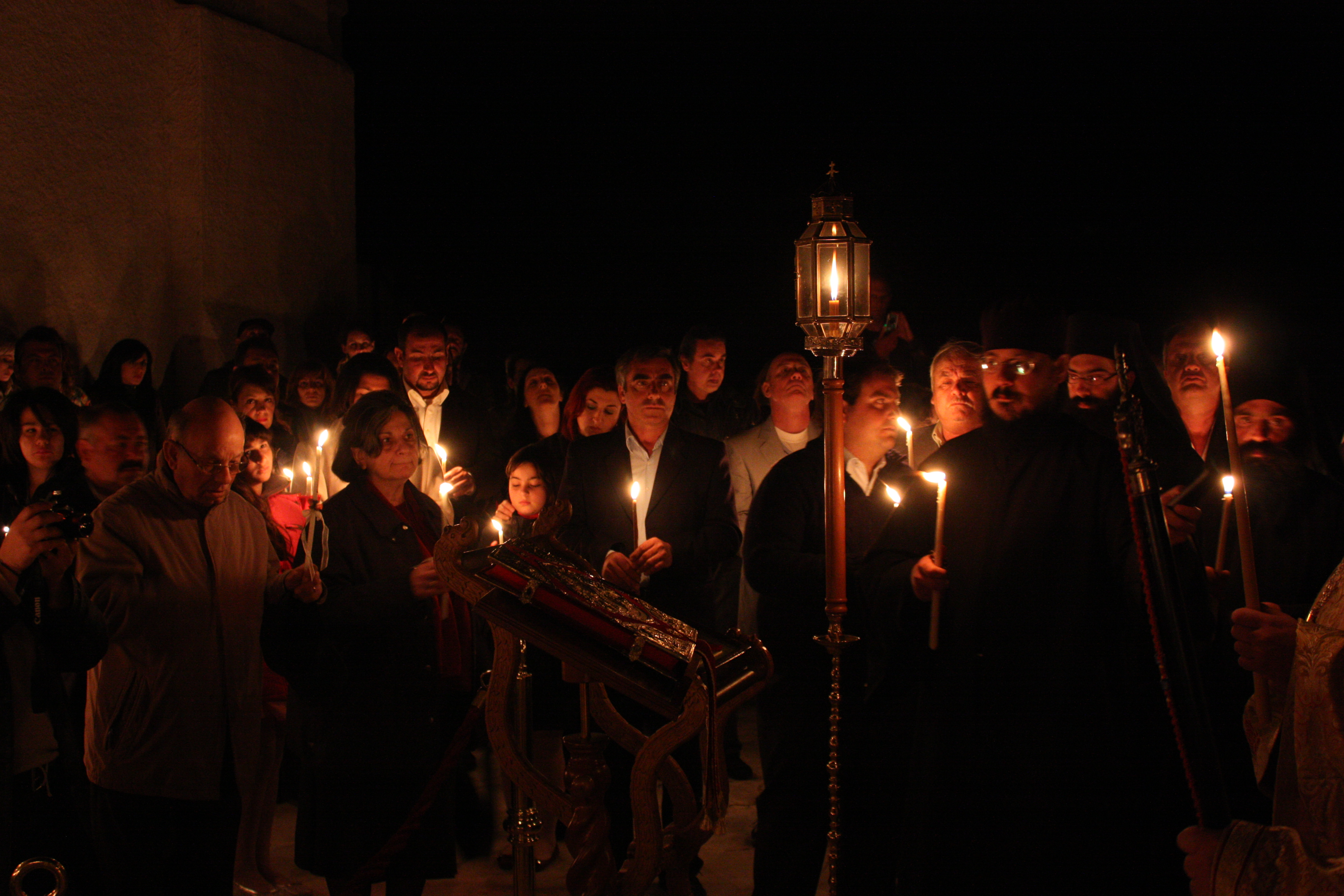
احتفالات عشية سبت النور في كريت
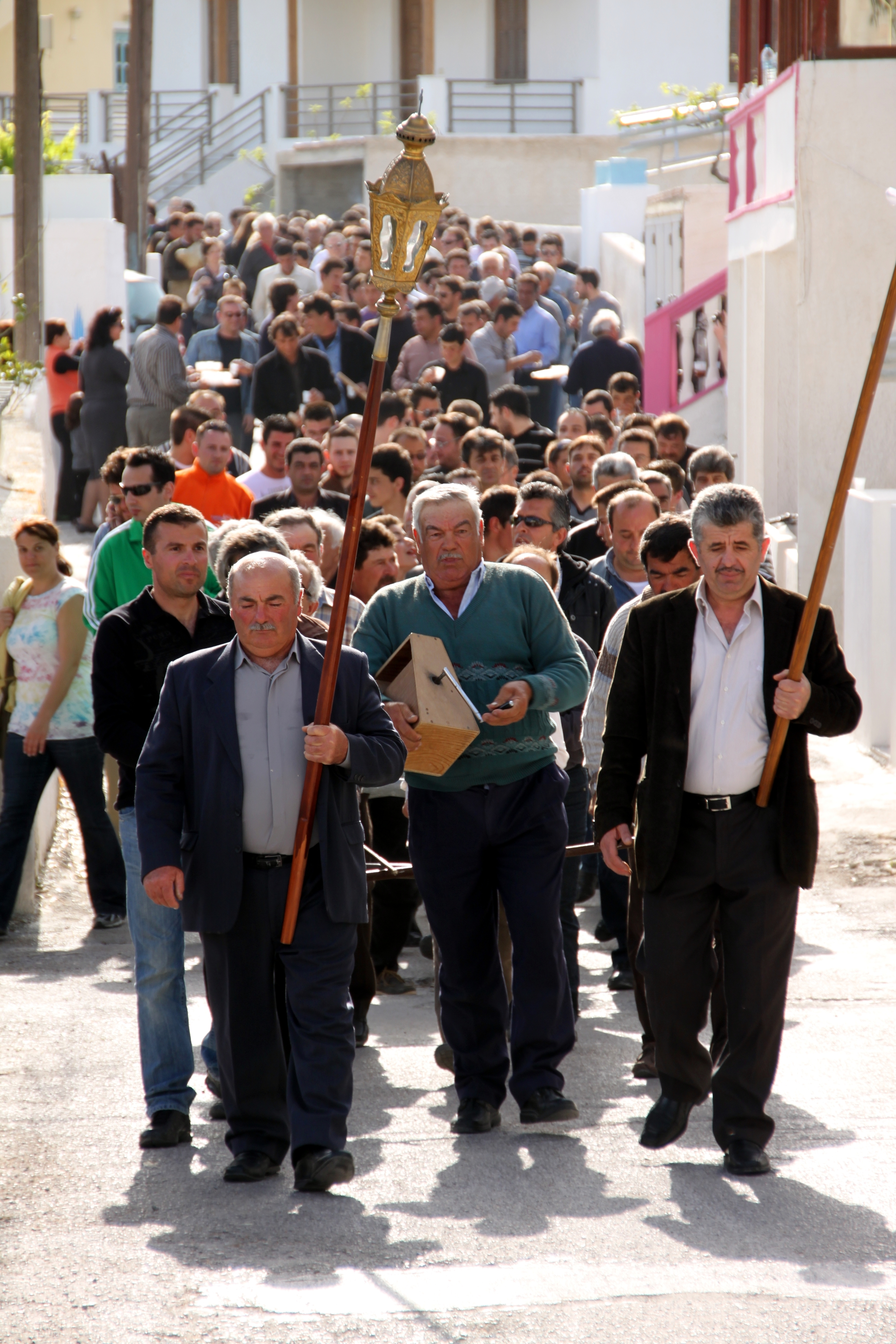
تطواف الجمعة العظيمة في سانتوريني
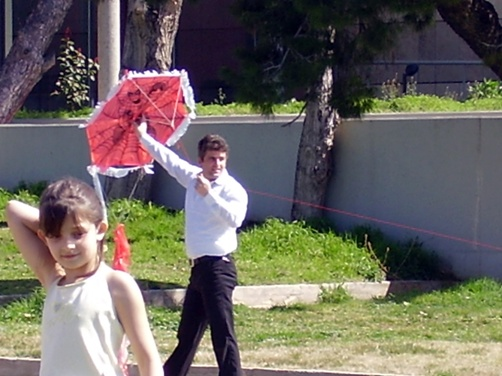
اللعب بالطائرات الورقية من تقاليد الاثنين النظيف في سالونيك
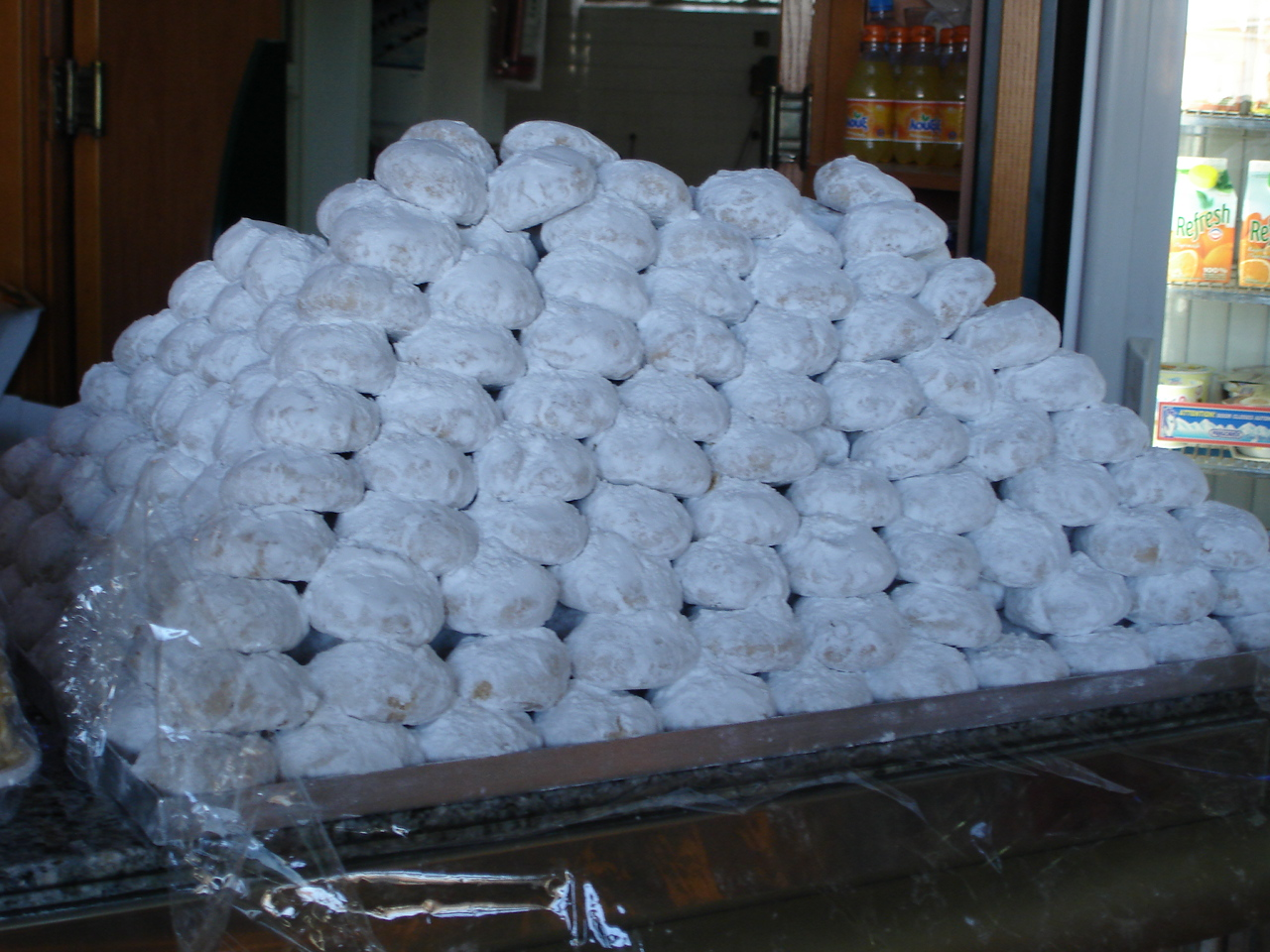
حلويات خاصة بيوم عيد الميلاد في أثينا

## الإلترام الديني

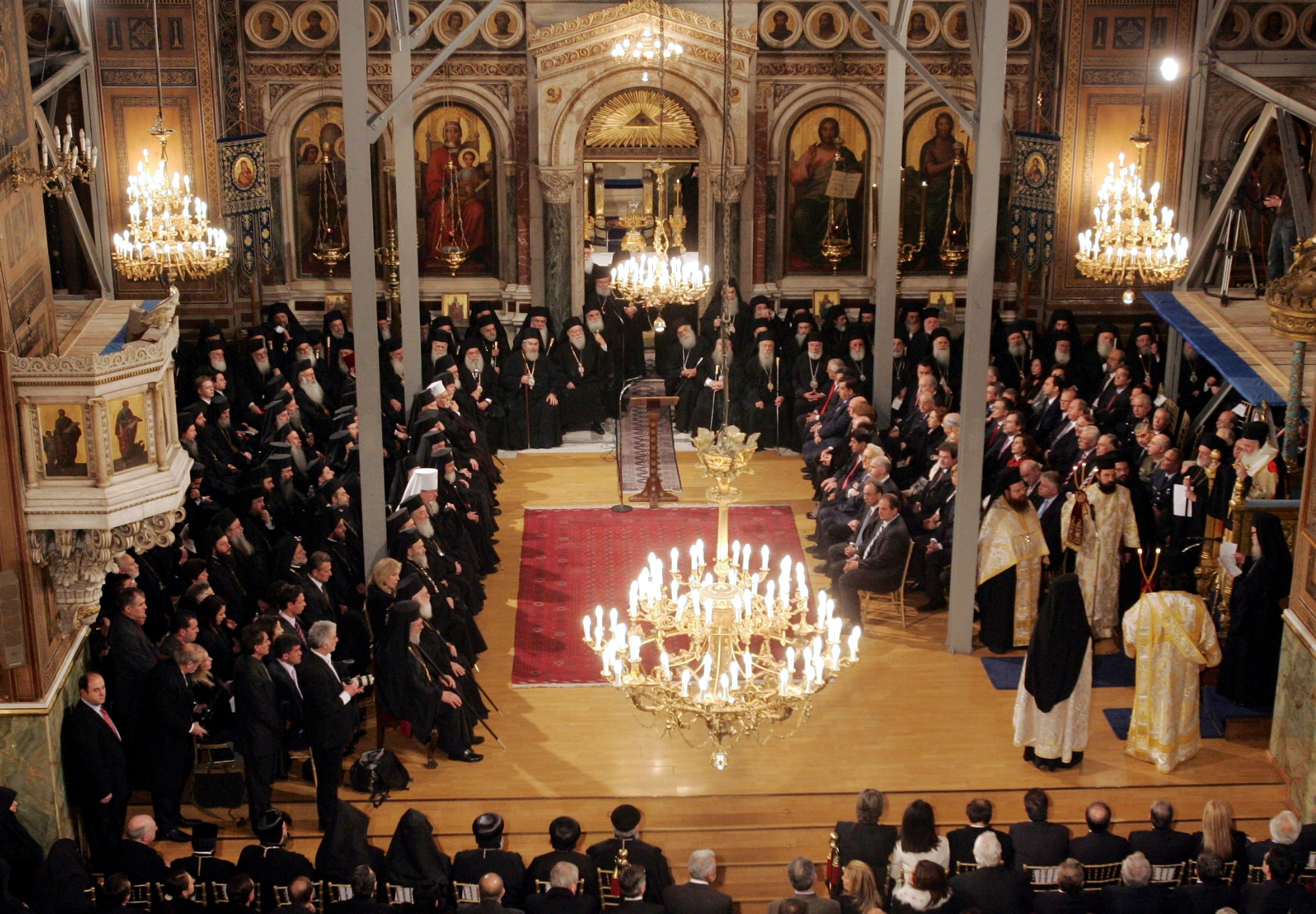
يونانيين أرثوذكس يؤدون الصلوات في كاتدرائية أثينا.

وجدت دراسة قامت بها مركز بيو للأبحاث عام 2015 أنَّ حوالي 92% من اليونانيين يؤمنون في الله، وحوالي 83% منهم يعتبرون للدين أهميَّة في حياتهم، وقد وجدت الدراسة التي قامت بها مركز بيو للأبحاث عام 2015 أنَّ حوالي 17% من اليونانيين يُداومون على حضور القداس على الأقل مرة في الأسبوع، بالمقارنة مع 61% يُداومون على على حضور القداس على الأقل مرة في الشهر أو السنة. في حين أنَّ 31% من اليونانيين الأرثوذكس يُداومون على الصلاة يوميًا.
وقد وجدت الدراسة أيضًا أنَّ حوالي 67% من اليونانيين الأرثوذكس يُداوم على طقس المناولة ويصوم حوالي 68% خلال فترات الصوم. ويقدم حوالي 22% منهم الصدقة أو العُشور، ويقرأ حوالي 15% الكتاب المقدس على الأقل مرة في الشهر، في حين يشارك 17% معتقداتهم مع الآخرين. ويملك حوالي 95% من اليونانيين الأرثوذكس أيقونات مقدسة في منازلهم، ويضيء حوالي 97% الشموع في الكنيسة، ويرتدي 67% الرموز المسيحيَّة. عمومًا حصل حوالي 100% من مجمل اليونانيين الأرثوذكس على سر المعمودية، ويقوم 91% من الأهالي اليونانيين الأرثوذكس بالتردد مع أطفالهم للكنائس، ويقوم 16% بإلحاق أولادهم في مؤسسات للتعليم الديني و66% بمداومة قراءة الكتاب المقدس والصلاة مع أولادهم.

### الهوية

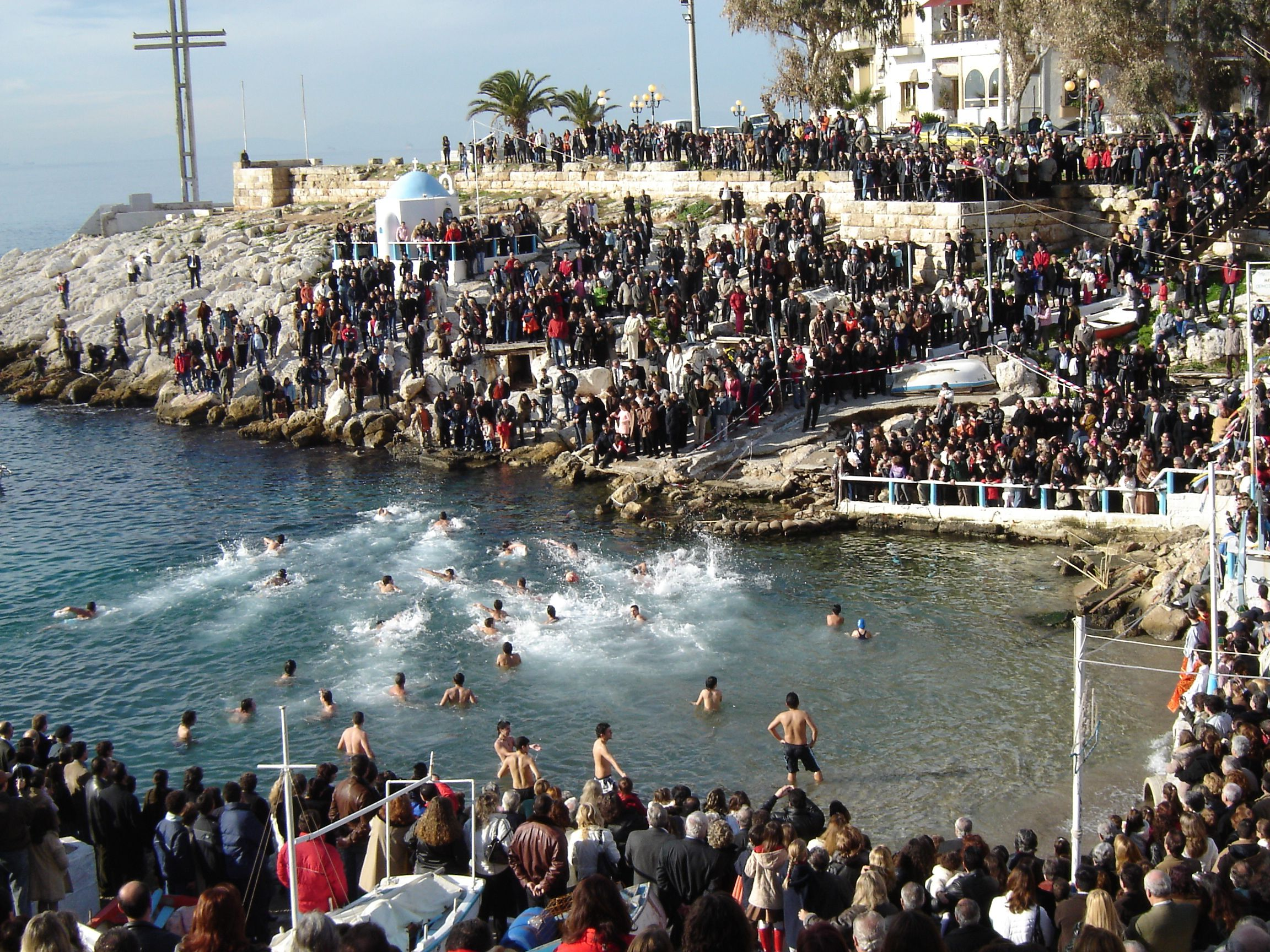
يونانيين أرثوذكس يمارسون طقس الغطس التقليدي في جزيرة كريت.

قال حوالي 76% من اليونانيين أن كون المرء مسيحيًا هو جزءًا «هامًا ومركزي» أو إلى «حد ما» من الهوية الوطنية. ينقسم اليونانيين الأرثوذكس بين أولئك الذين يقولون أن جوهر هويتهم المسيحيَّة هي في المقام الأول مسألة دينيَّة (41%)، وأولئك الذين يقولون أن هويتهم المسيحيَّة مرتبطة أساسًا بالتقاليد العائلية أو الهوية الوطنية (26%)، وأولئك الذين يقولون أنَّ هويتهم المسيحيَّة هي مزيج من الدين والتقاليد العائلية أو الهوية الوطنية (32%).
بحسب الدراسة أعرب حوالي 91% من اليونانيين الأرثوذكس بأنَّ هويتهم المسيحيَّة هي مصدر فخر واعتزاز بالنسبة لهم، في حين قال 72% من اليونانيين الأرثوذكس أنَّ لديهم شعور قوي بالانتماء للمجتمع الأرثوذكسي في العالم، وقال 99% من اليونانيين الأرثوذكس أنَّه سيربي أبناه على الديانة المسيحيَّة. ويوافق 76% من اليونانيين على التصريح أنَّ الأرثوذكسيَّة هي عاملًا هامًا لكي تكون وطنيًا.

### القضايا الاجتماعية والسياسية
يؤيد 69% من اليونانيين الأرثوذكس تصريح أنَّ «روسيا ملتزمة في حماية المسيحيين الأرثوذكس خارج حدودها»، ويرى حوالي 3% من اليونانيين الأرثوذكس أنَّ بطريركية موسكو هي أعلى سلطة دينية في العالم الأرثوذكسي، بالمقارنة مع 56% يرى أنَّ بطريركية القسطنطينية المسكونية هي أعلى سلطة دينيَّة، بالمقابل يرى 25% أنّ الكنيسة اليونانية الأرثوذكسية هي أعلى سلطة دينيَّة. يرى حوالي 53% من اليونانيين أن الأرثوذكسية هي عامل أساسي لكي تكون مواطن يوناني حقيقي. ويتفق 89% من اليونانيين الأرثوذكس مع تصريح «شعبي ليس كاملًا، لكن ثقافتنا متوفقة على الآخرين».

## معالم دينية

### جبل آثوس

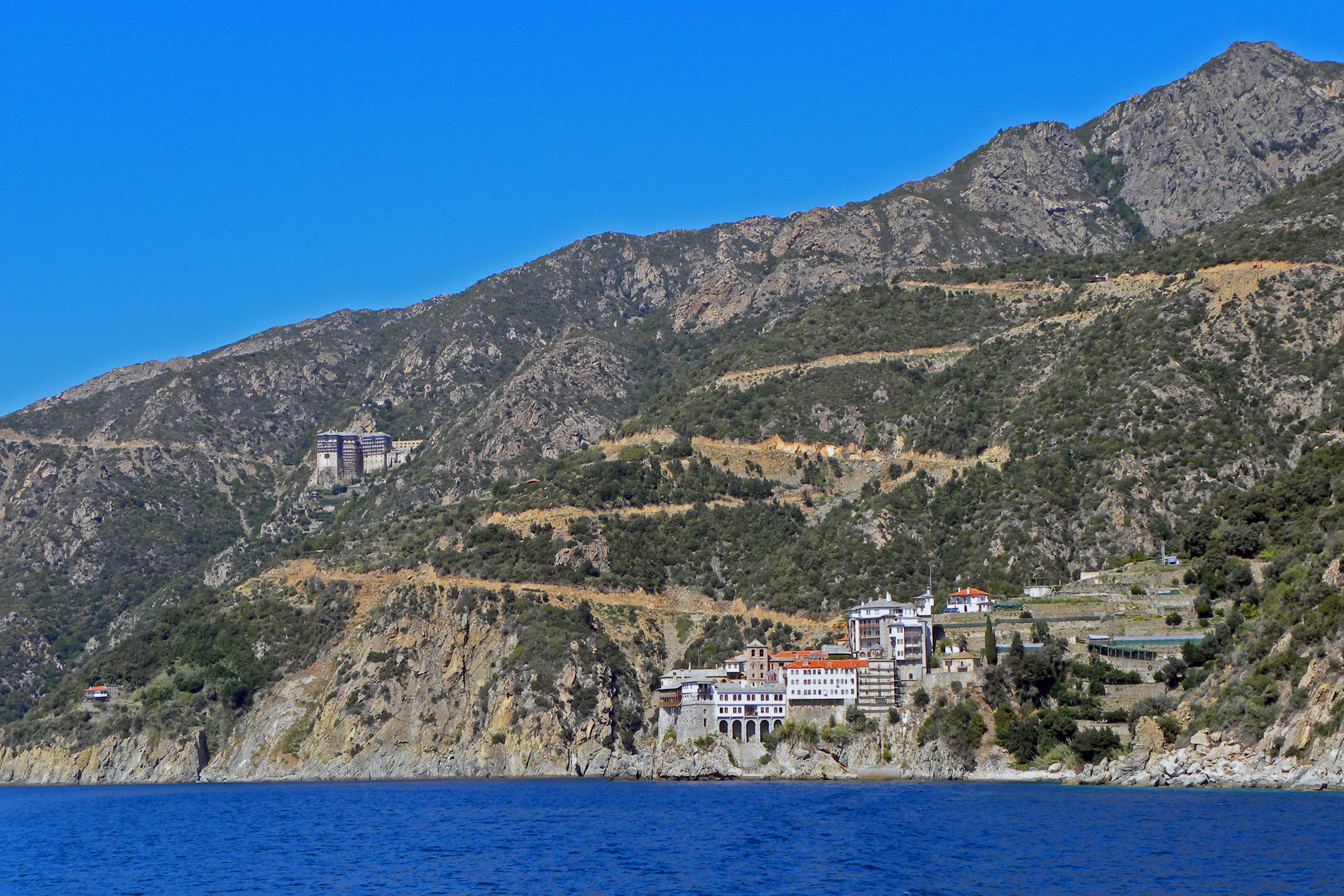
منظر لأديرة في جبل آثوس.

جبل آثوس (باليونانيَّة: Άθως) هو جبل وشبه جزيرة في شمال شرق اليونان ومركز ديني هام للحياة الرهبانية الأرثوذكسية الشرقية. ويُحكم ككيان حكم ذاتي داخل الجمهورية الهيلينية منذ عام 1927. جبل آثوس هو موطن لعشرين ديرًا يخضع مباشرة للولاية القضائية للبطريركية القسطنطينية المسكونية.
يُشار إلى جبل آثوس بشكل شائع في اليونانية باسم «الجبل المقدس» (باليونانيَّة: Άγιον Όρος)، ويُعرف الكيان باسم «الدولة الأثونية». كان جبل أثوس مأهولًا بالسكان منذ العصور القديمة وهو معروف بحضوره المسيحي الطويل وتقاليده الرهبانية التاريخية التي تعود إلى ما لا يقل عن 800 بعد الميلاد والعصر البيزنطي. اليوم، يعيش أكثر من 2,000 راهب من اليونان والعديد من البلدان الأخرى، بما في ذلك الدول الأرثوذكسية الشرقية مثل رومانيا ومولدوفا وجورجيا وبلغاريا وصربيا وروسيا، ويعيشون حياة التقشف ومعزولين عن بقية العالم. تتميز الأديرة الأثونية بمجموعة غنية من القطع الأثرية المحفوظة جيدًا والكتب النادرة والوثائق والكتب والمخطوطات القديمة والأعمال الفنية ذات القيمة التاريخية الهائلة، لعبت أديرة جبل آثوس دور هام في الحفاظ على الهوية الإغريقيَّة والأرثوذكسيَّة خلال الحقبة العثمانية. وقد تم إدراج جبل آثوس كموقع للتراث العالمي منذ عام 1988.
على الرغم من أن جبل آثوس هو من الناحية القانونية جزءًا من الاتحاد الأوروبي مثل بقية اليونان، إلا أن الدولة الرهبانية للجبل المقدس والمؤسسات الأثونية لها ولاية قضائية خاصةً تم التأكيد عليها مجددًا أثناء قبول اليونان في المجموعة الأوروبية. ويخول هذا سلطات الدولة الرهبانية تنظيم حرية تنقل الأشخاص والبضائع في أراضيها؛ على وجه الخصوص، يُسمح فقط للذكور بالدخول.
في عام 2018 أصبح جبل آثوس مشكلة في العلاقات المتوترة بشكل متزايد بين اليونان وروسيا، حيث رفضت الحكومة اليونانية دخول رجال الدين الروس المتوجهين إلى الدير، وذكرت وسائل الإعلام مزاعم بأن الحكومة الروسية استخدمت الجبل كقاعدة لعمليات المخابرات. وساءت العلاقات في أكتوبر من عام 2018 بعد أن حظرت الكنيسة الروسية الأرثوذكسية أتباعها من زيارة المواقع التي يسيطر عليها برثلماوس الأول بطريرك القسطنطينية، والتي تشمل جبل آثوس.

### كنيسة باناجيا بارابورتياني

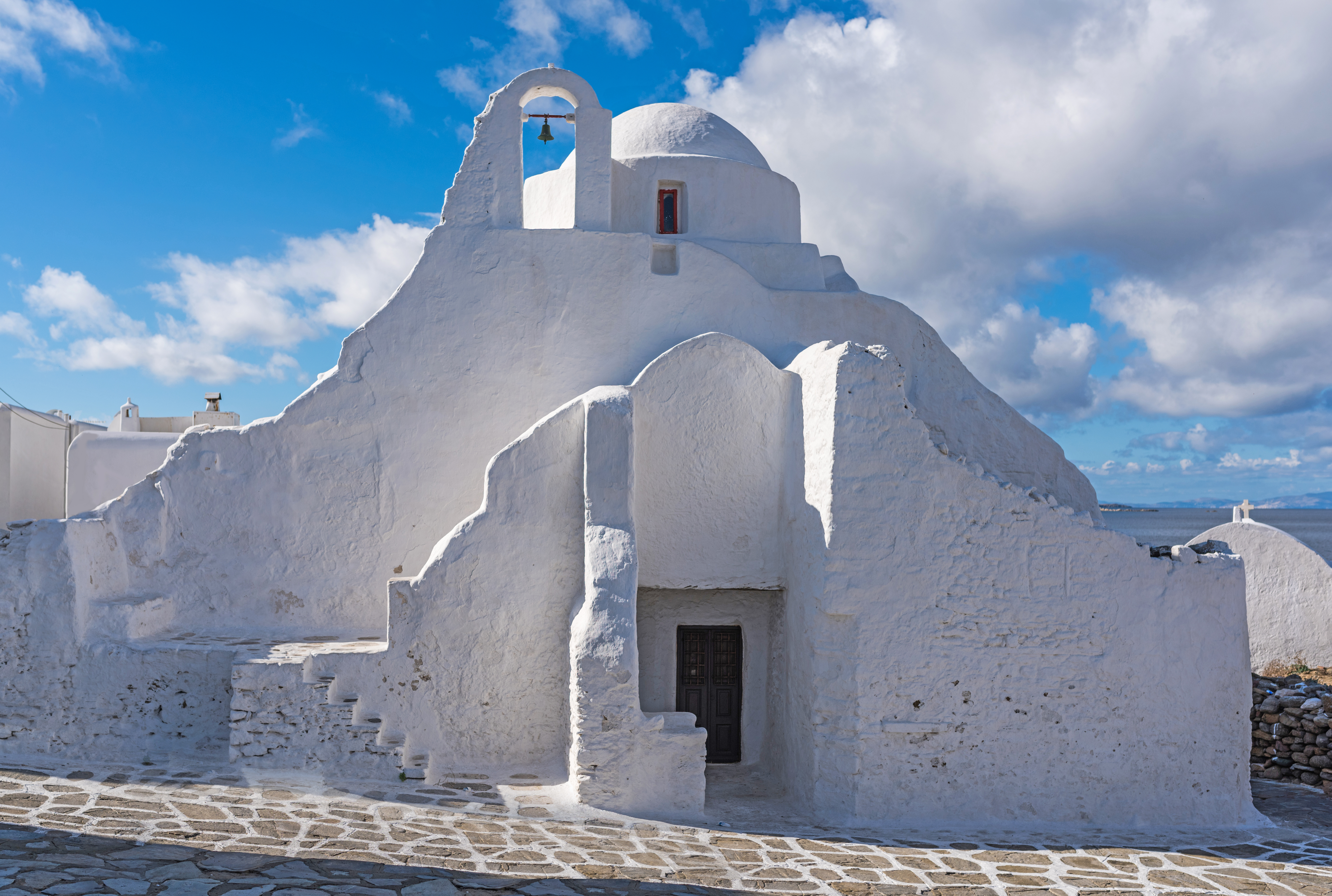
كنيسة باناجيا بارابورتياني في جزيرة ميكونوس.

تُعد كنيسة باناجيا بارابورتياني (باليونانية: Εκκλησία της Παναγίας της Παραπορτιανής) الواقعة في جزيرة ميكونوس واحدة من أشهر الهياكل المعمارية في اليونان. وقد سُميت الكنيسة باسم باناجيا بارابورتياني والتي تعني في اللغة اليونانية «سيدة البوابة الجانبية» لأنها كانت تقع بجوار مدخل القلعة القديمة أو بوابة كاسترو. كان حي كاسترو، حيث تقع الكنيسة الآن، موقعًا لقلعة تعود إلى العصور الوسطى، في تلك الأيام كانت القلعة عبارة عن حصن قوي يحيط بالمستوطنة، وشُيدت في عام 1207 من قبل عائلة جيسي، والتي كانت تسيطر على الجزيرة في ذلك الوقت. تم تدمير القلعة في القرن السادس عشر وغطت بقاياها مبان جديدة عندما بدأت تشورا في التوسع في القرن الثامن عشر. استغرق بناء الكنيسة حوالي 200 عام. بدأ العمل في بناء بناء الكنيسة في القرن الخامس عشر عام 1425 ولم يكتمل حتى القرن السابع عشر. وفقاً لمصدر بسبب غرابة المبنى فهو يعد واحد من أكثر الأماكن التي تم تصويرها في العالم. الكنيسة مطلية باللون الأبيض.
تُعتبر من أحد رموز العمارة اليونانية في القرون الوسطى، وتتكوّن الكنيسة من خمس كنائس صغيرة، تم بنائها بجوار بعضها البعض أو فوق بعضها، وتقع كنيسة أجيوس إفستاثيوس في وسط هذه المجموعة من الكنائس، وتحيط بها كنيسة أجيوس أنارغيروس، وكنيسة أجيوس سوزون، وكنيسة أجيا أناستازيا، وتوجد أيضاً كنيسة مريم العذراء التي تظهر على شكل قبة، فوق هذه الاربع كنائس، وتعتبر كنيسة أجيوس أنارغيروس أقدم كنيسة.

### مقام سيدة تينوس

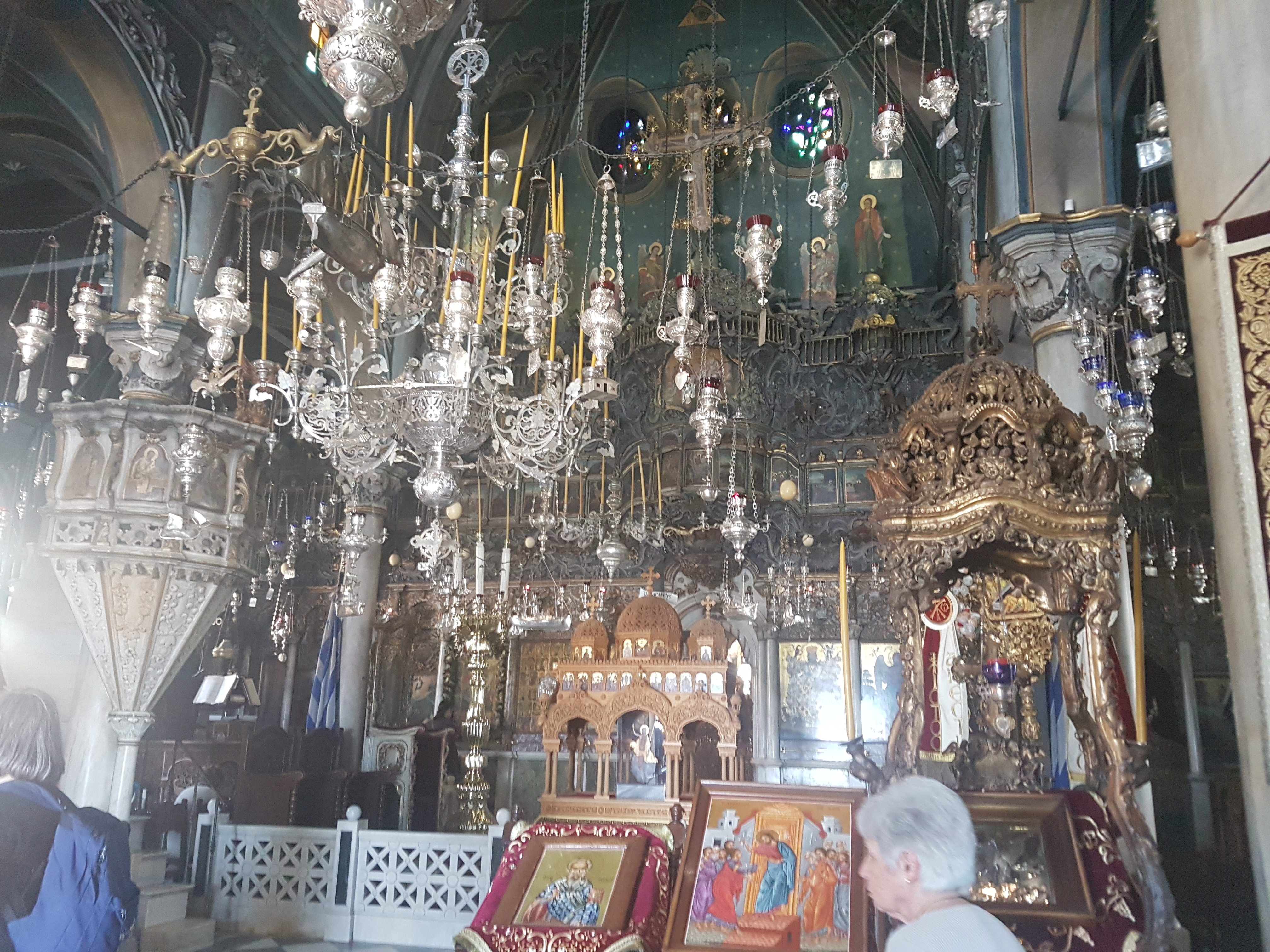
أيقونسطاس داخل مقام سيدة تينوس.

يقع مقام سيدة تينوس (باليونانية: Παναγία Ευαγγελίστρια της Τήνου)، وهو من الأضرحة المريمية الرئيسية في اليونان في بلدة تينوس بجزيرة تينوس. ويقصد المزار المتدينون الأرثوذكس من جميع أنحاء البلاد، حيث يقدمون النذور المختلفة، ويقطع المتعبدون آلاف الكيلومترات لزيارة المكان، والعديد من المتعبدين يزحفون من الميناء حتى الوصول إلى الكنيسة احتراماً وتقديساً أو أملا في الشفاء من مرض معين أو تحقيق هدف ما بحسب المعتقدات المحلية.
يعتبر مقام سيدة تينوس موقع يوناني مقدس له أهميته الدينية عند الروم الأرثوذكس، وكل يوم 15 أغسطس من كل عام، تشهد الجزيرة زحمة بسبب توافد الناس من جميع أراضي اليونان للاحتفال بعيد انتقال العذراء، كما تحتفل البلاد رسمياً بهذا اليوم وهو عطلة رسمية. تم بناء المقام حول أيقونة عجائبية وفقاً للمعتقدات المحلية والتي تم العثور عليها وفقًا للتقاليد بعد ظهور مريم العذراء للراهبة بيلاجيا في عام 1822 وكشفت لها مكان دفن الأيقونة، وبسبب تطابق تاريخ العثور على الأيقونة والثورة اليونانية في عام 1823 أصبح للأيقونة أهمية دينية وثقافية وسياسية للأمة الإغريقية. ويُعتقد على نطاق واسع بين الإغريق الأرثوذكس أن الأيقونة هي مصدر للعديد من المعجزات. أصبحت الأيقونة الآن مغطاة بالكامل تقريبًا بالفضة والذهب والمجوهرات، ويُشار إليها عمومًا باسم «صاحبة النعمة». بالتبعية، غالباً ما يطلق على الكنيسة نفس الاسم، وتُعتبر حامية للبحارة.
صمم بناء الكنيسة من قبل المهندس المعماري إفستراتيوس إيمانويل كالوناريس، على طراز عصر النهضة، وبازليكا ملكي ثلاثي الأقسام تتوسطها قبة وافتتحت عام 1830. منذ ذلك الحين، يشكل المقام أكبر موقع حج مسيحي في اليونان، مثل مقام سيدة لورد في فرنسا أو فاطيما في البرتغال. تتلقى الكنيسة عددًا كبيرًا من التبرعات بالفضة والذهب كل عام؛ ويتم بيعها بالمزاد العلني وإرسالها للجمعيات الخيرية. حيث تم تأسيس «مؤسسة البشارة المقدسة» لرعاية المقام، وهي مؤسسة خيرية لديها أملاك واسعة في اليونان ومن أهم أهدافها التعليم والرعاية الصحية والخيرية.

## معرض الصور

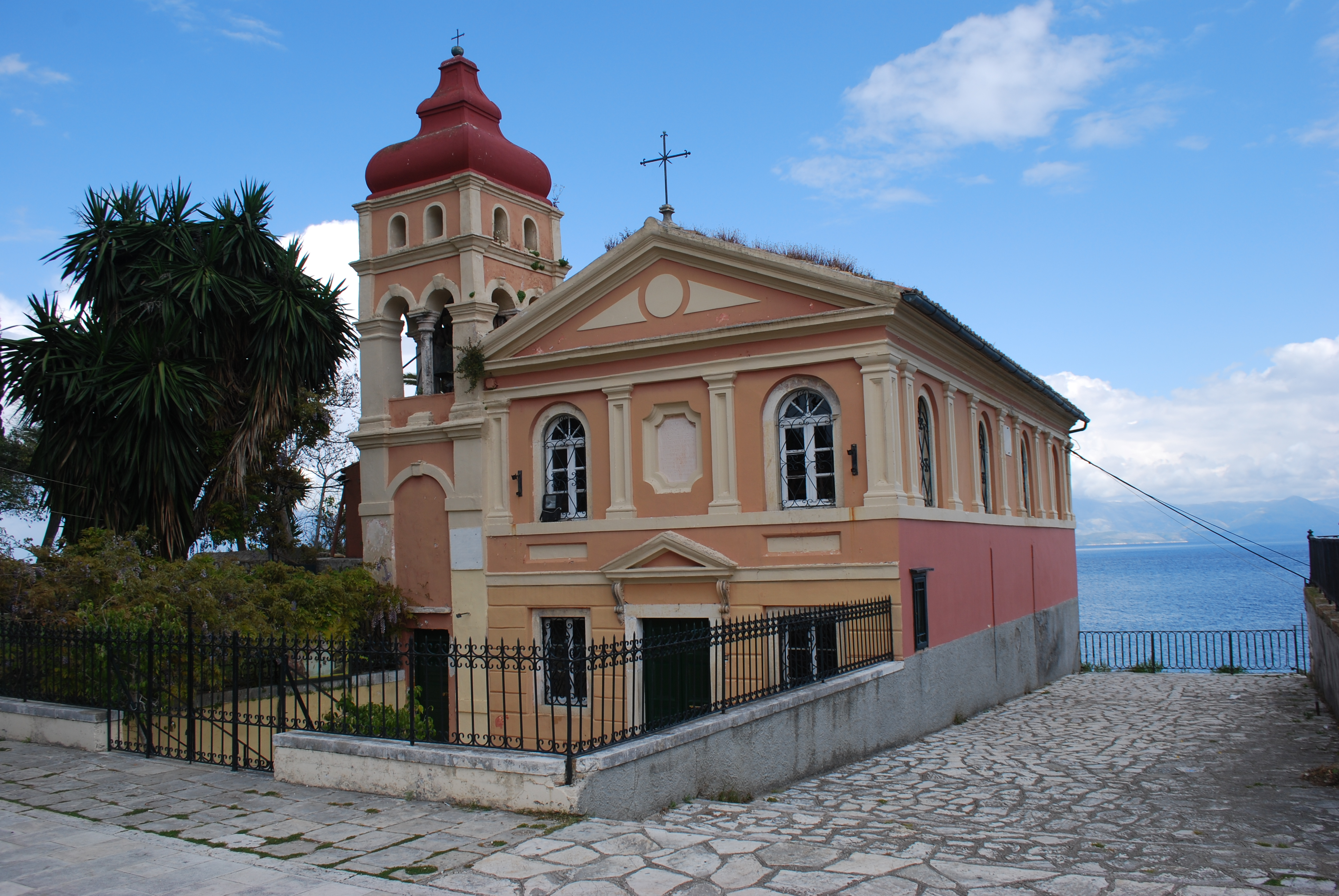
كنيسة باناجيا ماندراكينا في كورفو
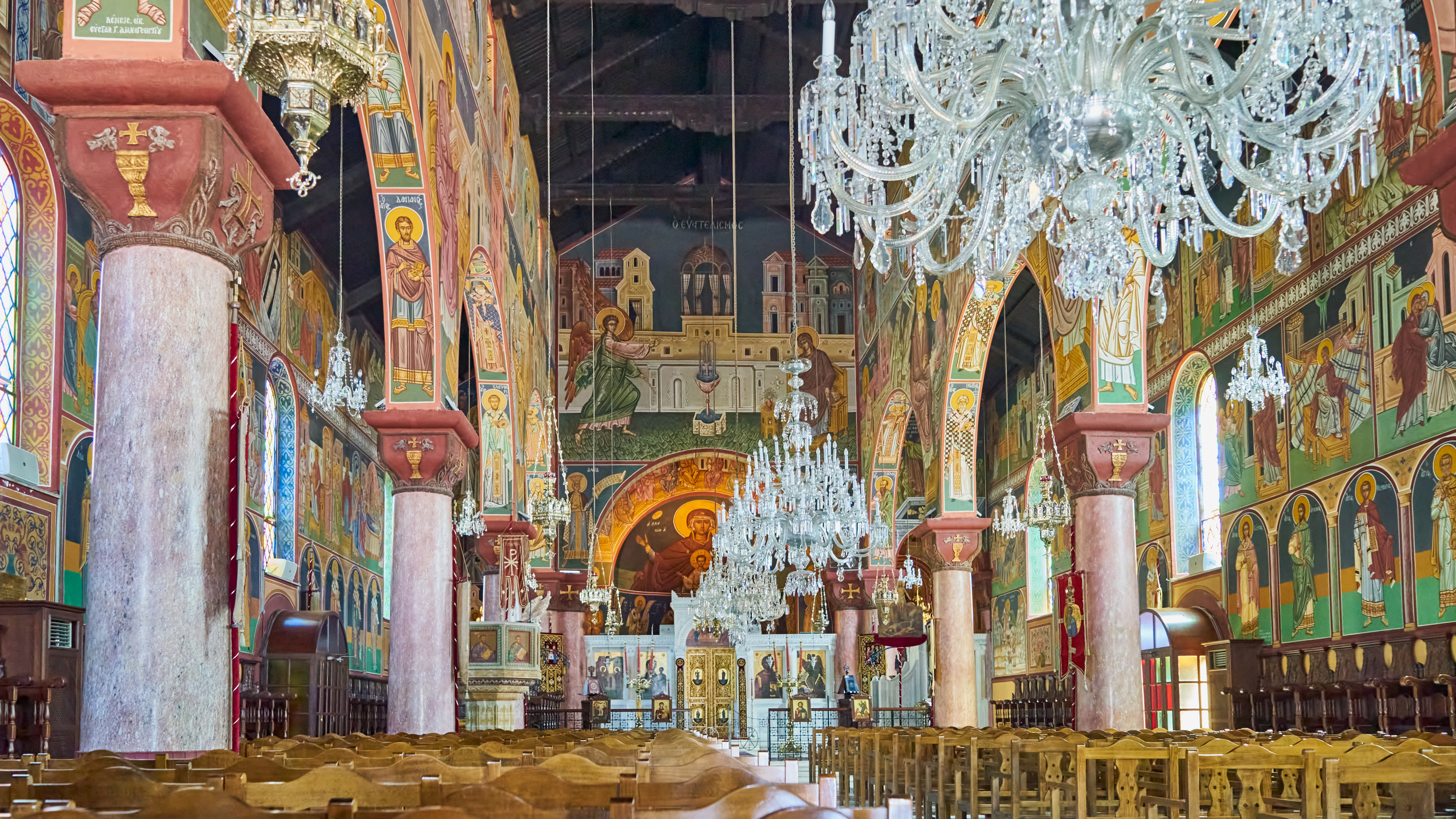
كنيسة الإنجيليين في ميناء رودس
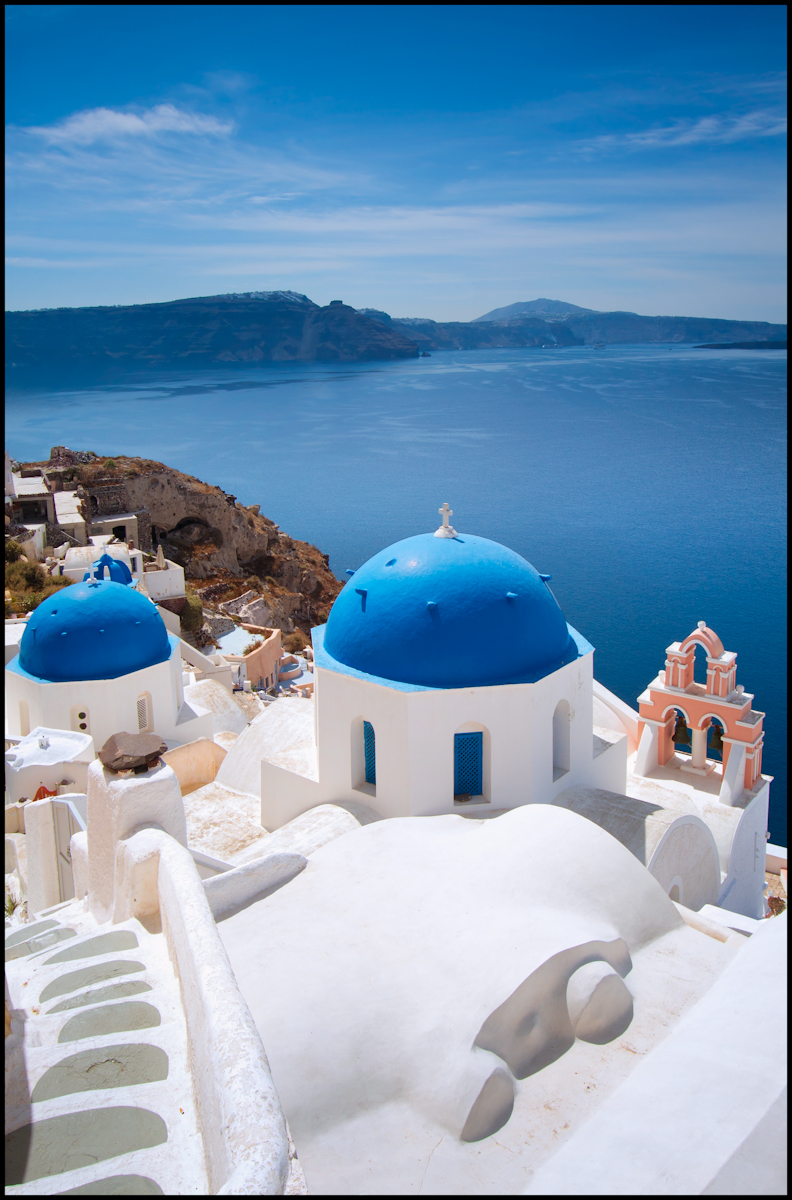
كنيسة تقليدية في سانتوريني
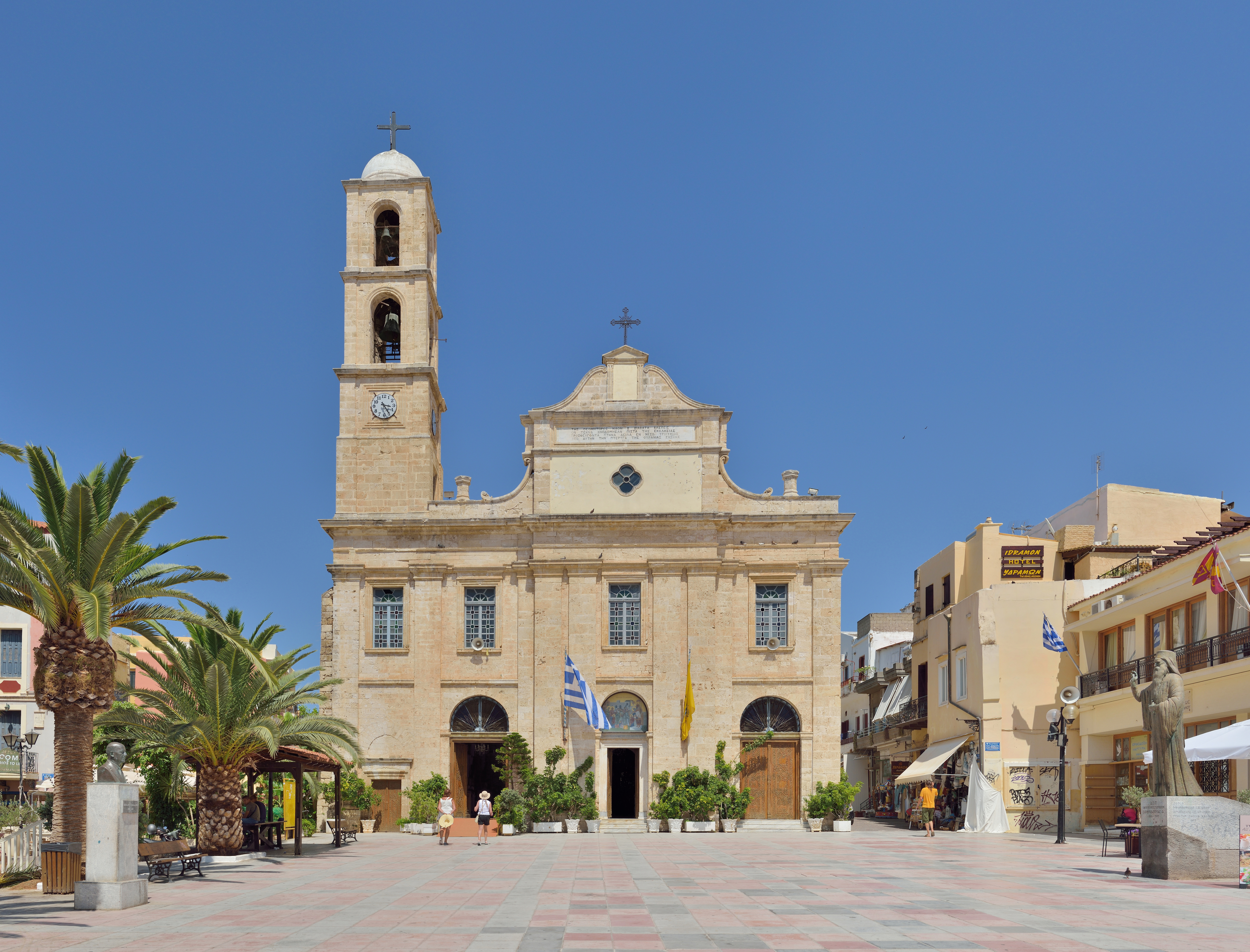
كاتدرائية تقدمة مريم العذراء في خانية بجزيرة كريت
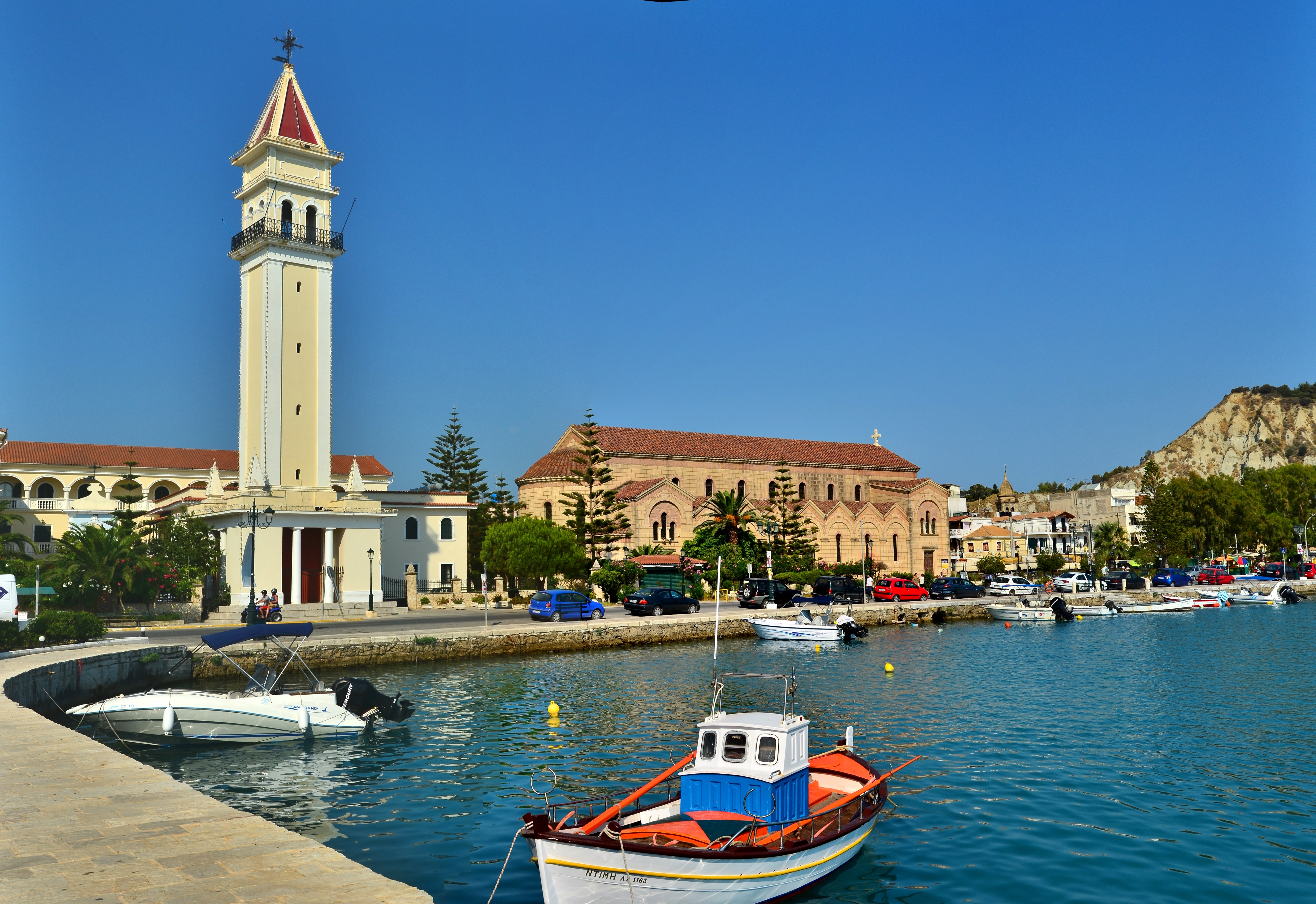
كاتدرائية القديس ديونيسيوس الكبرى في زاكينثوس
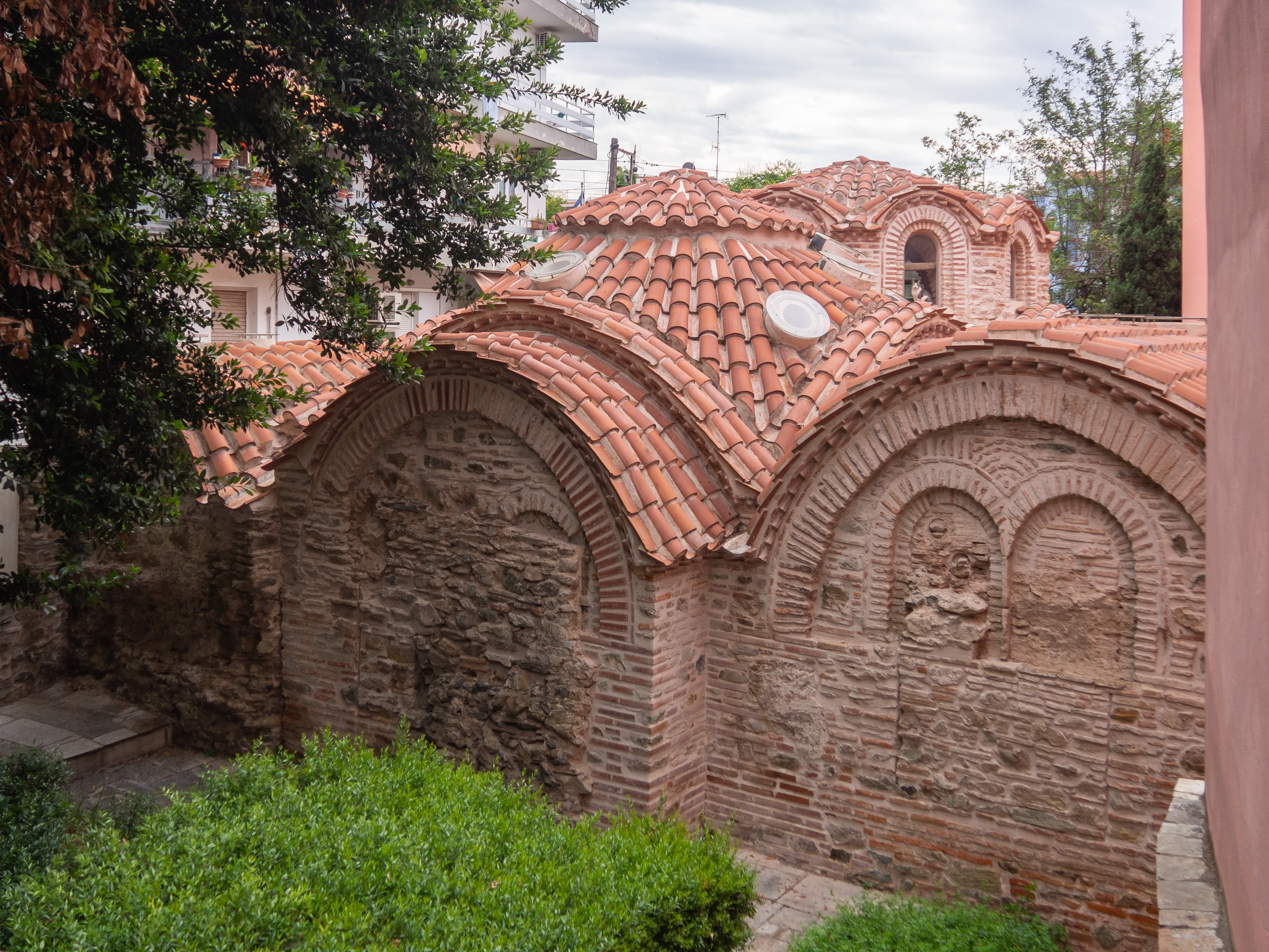
حمام سالونيك البيزنطي: خلال عصر الإمبراطورية البيزنطية بُنِيَت العديد من الحمامات العامة من أجل النظافة.
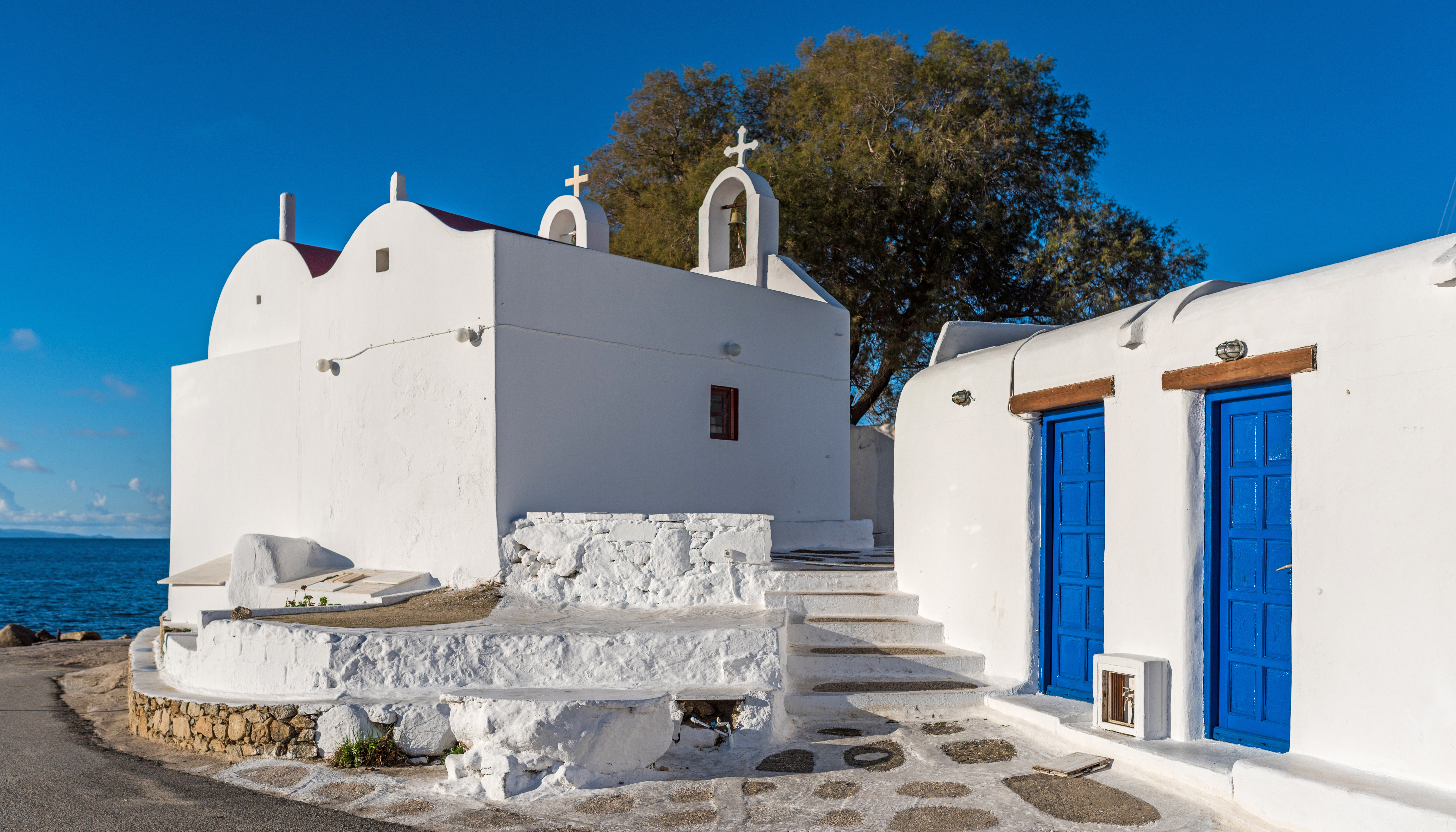
كنيسة أرثوذكسية مبنية على الطزار التقليدي في جزيرة ميكونوس
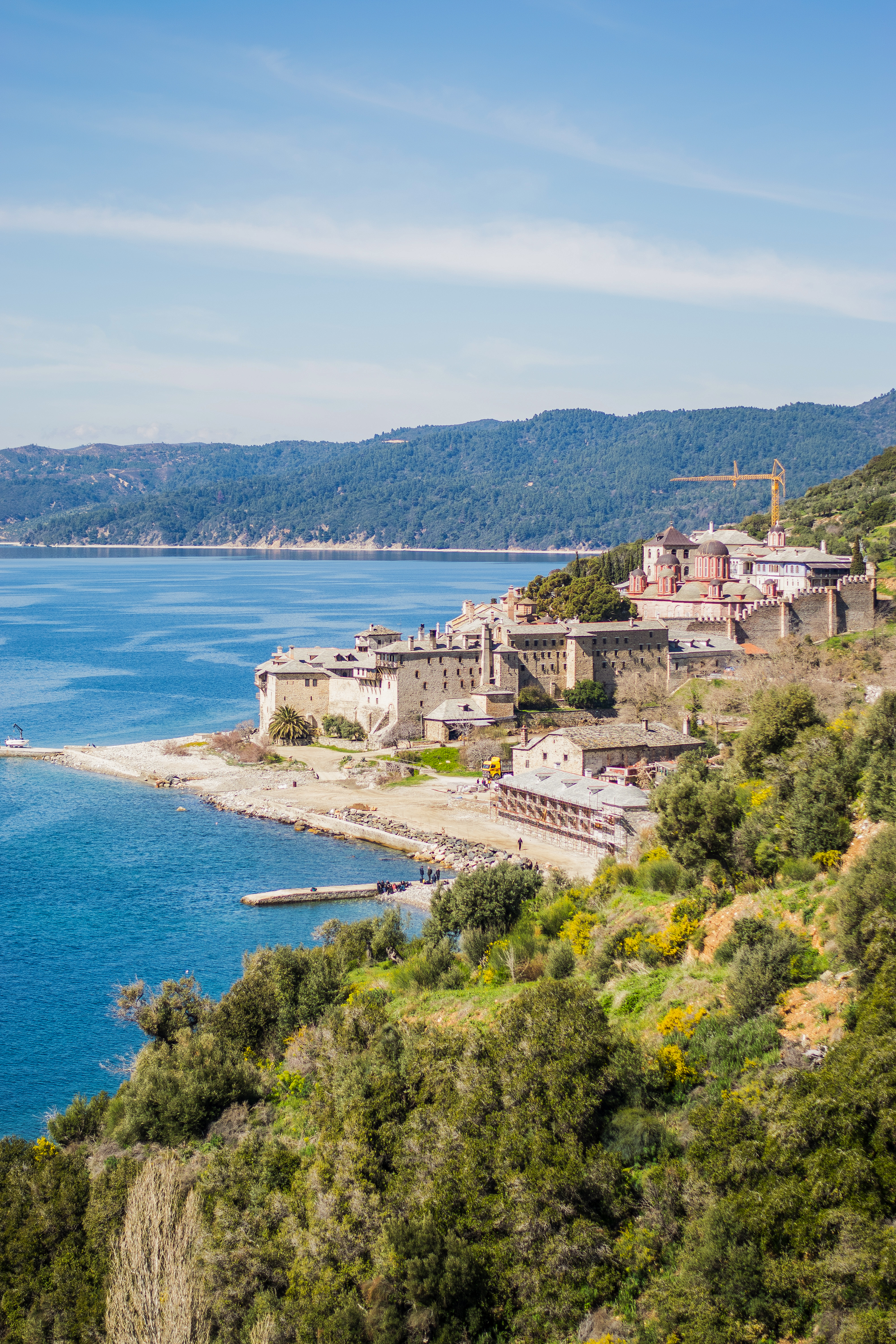
أديرة في جبل آثوس
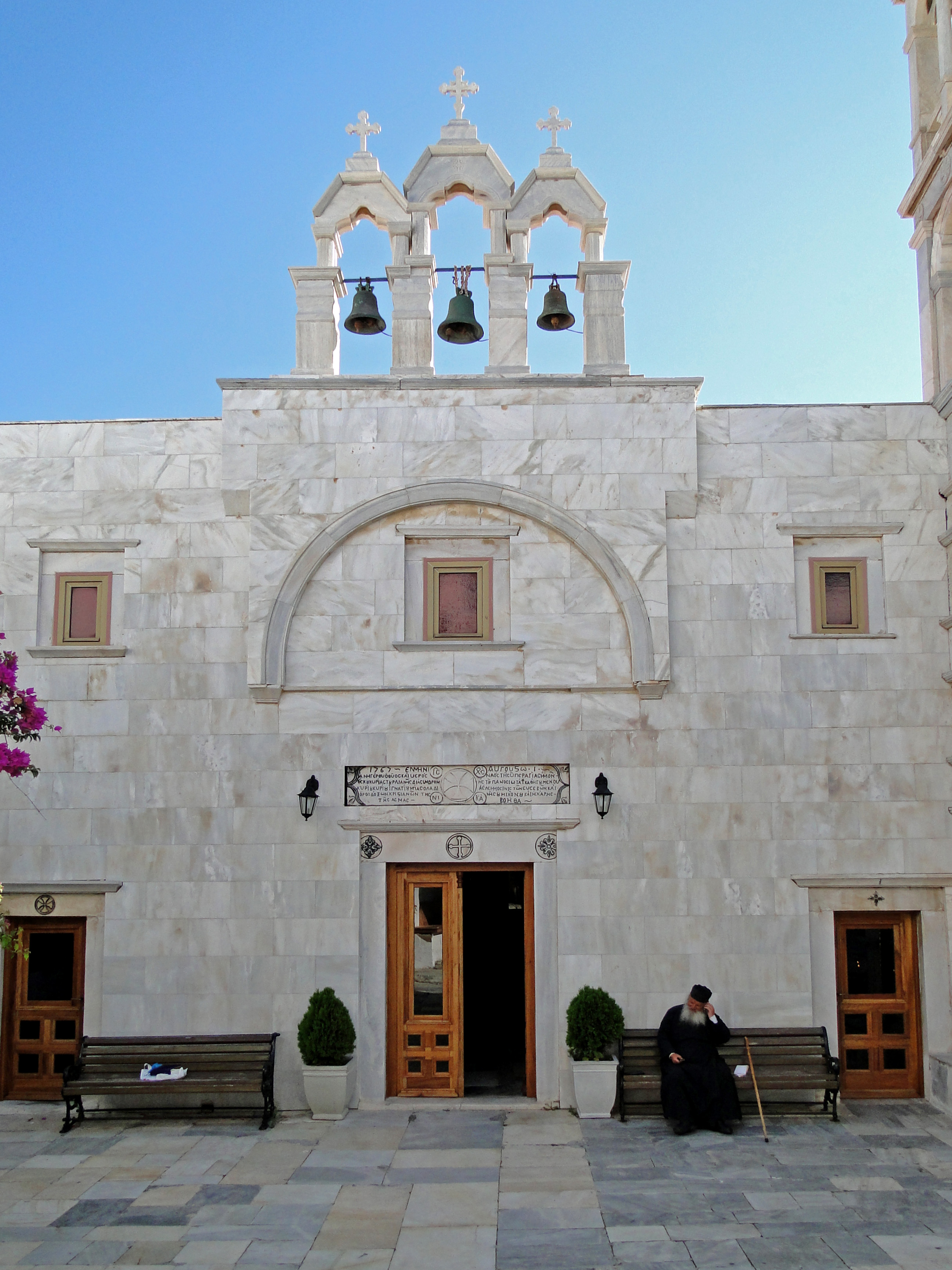
دير باناجيا تورلياني في جزيرة ميكونوس
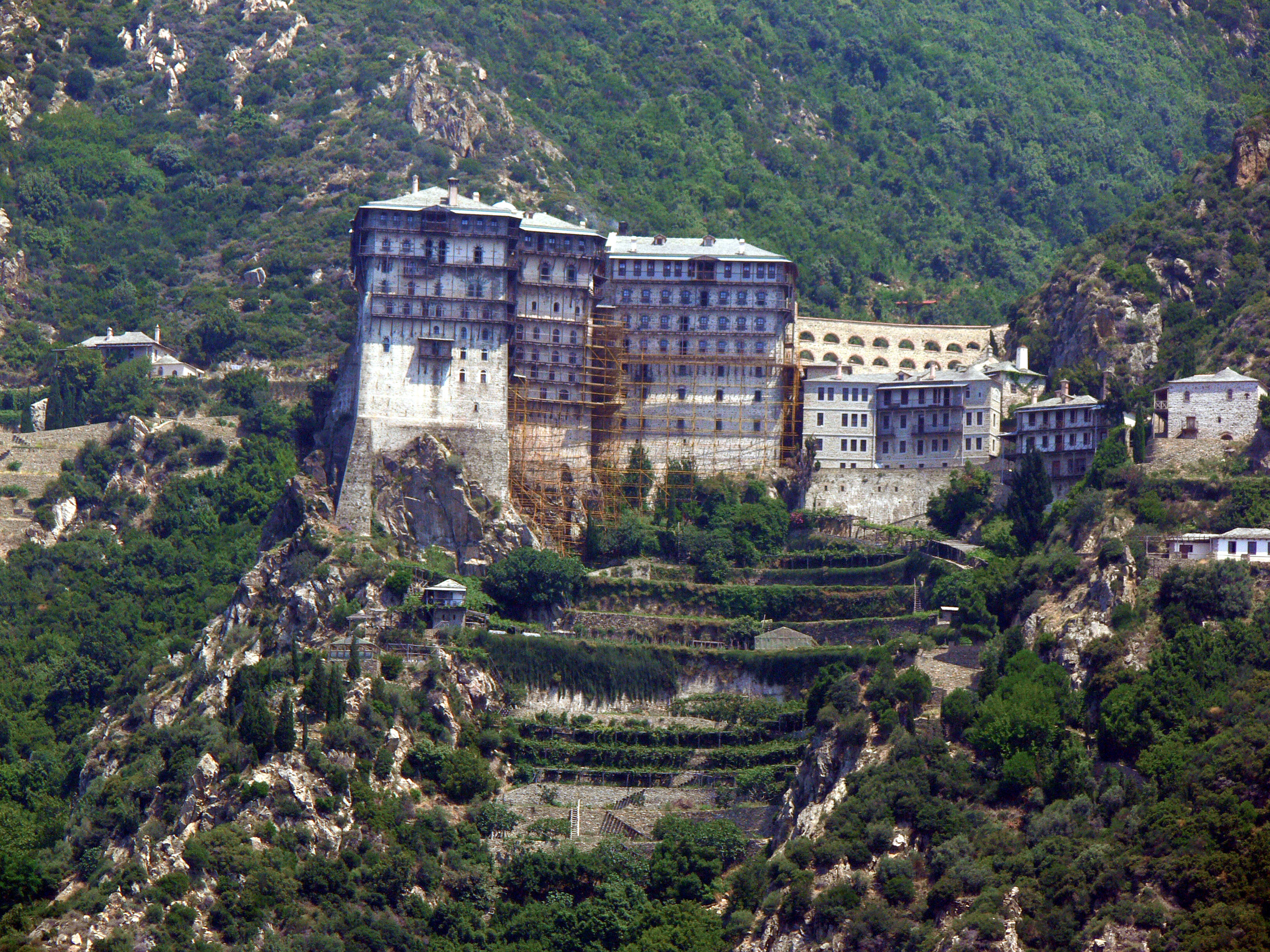
مجمع لدير في جبل آثوس
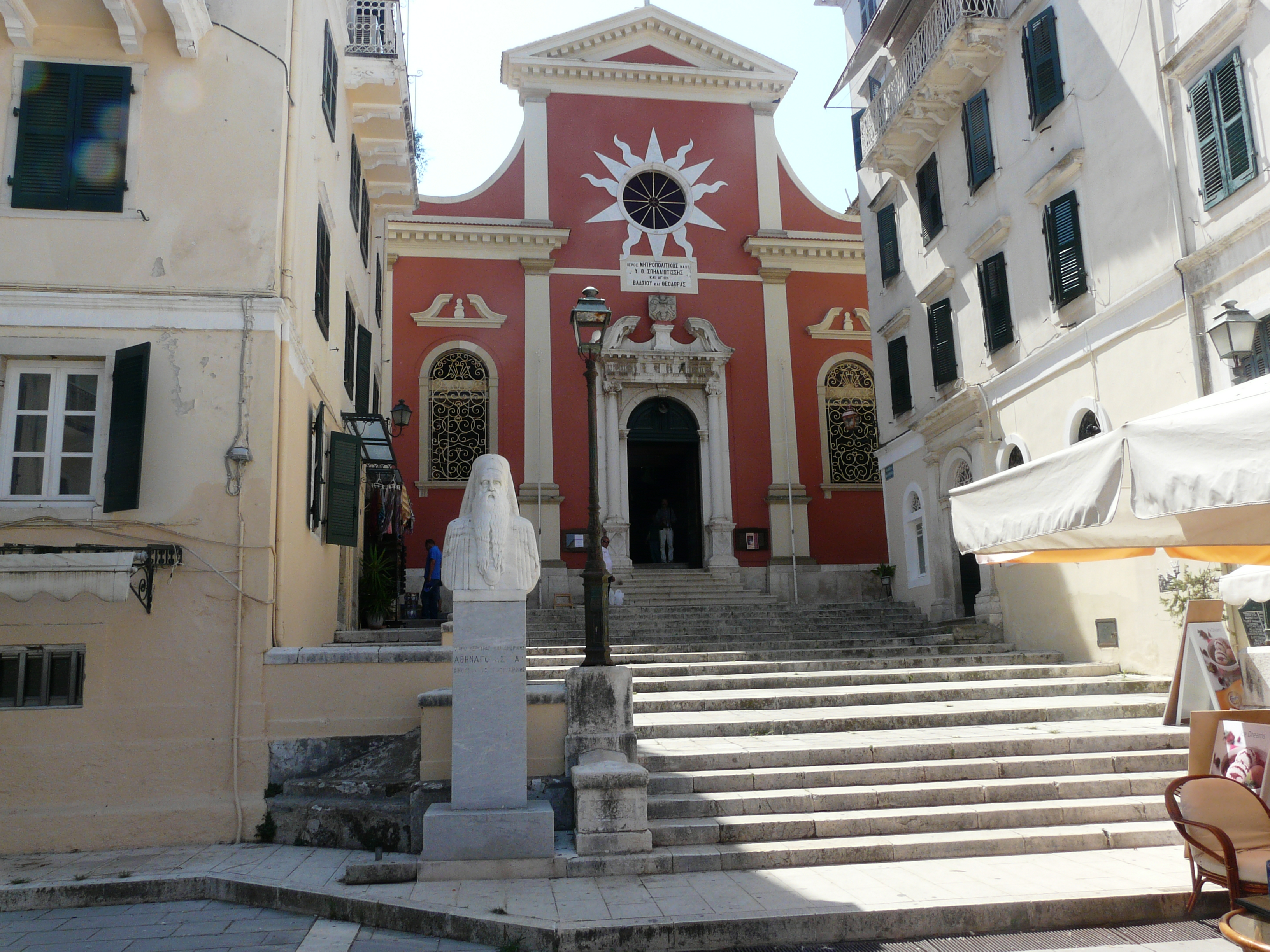
كنيسة أرثوذكسية في كورفو
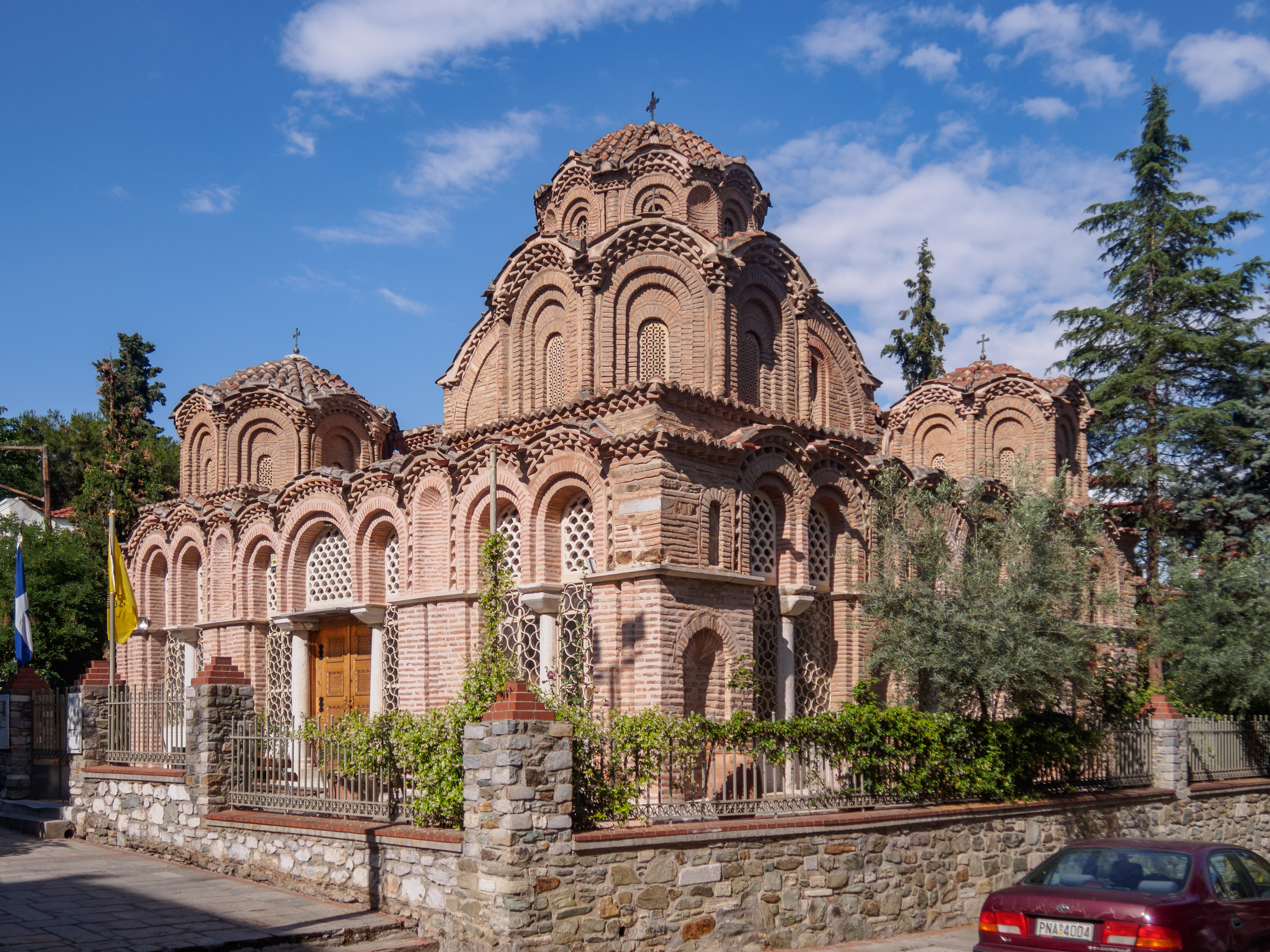
كنيسة القديسة كاترين في سالونيك
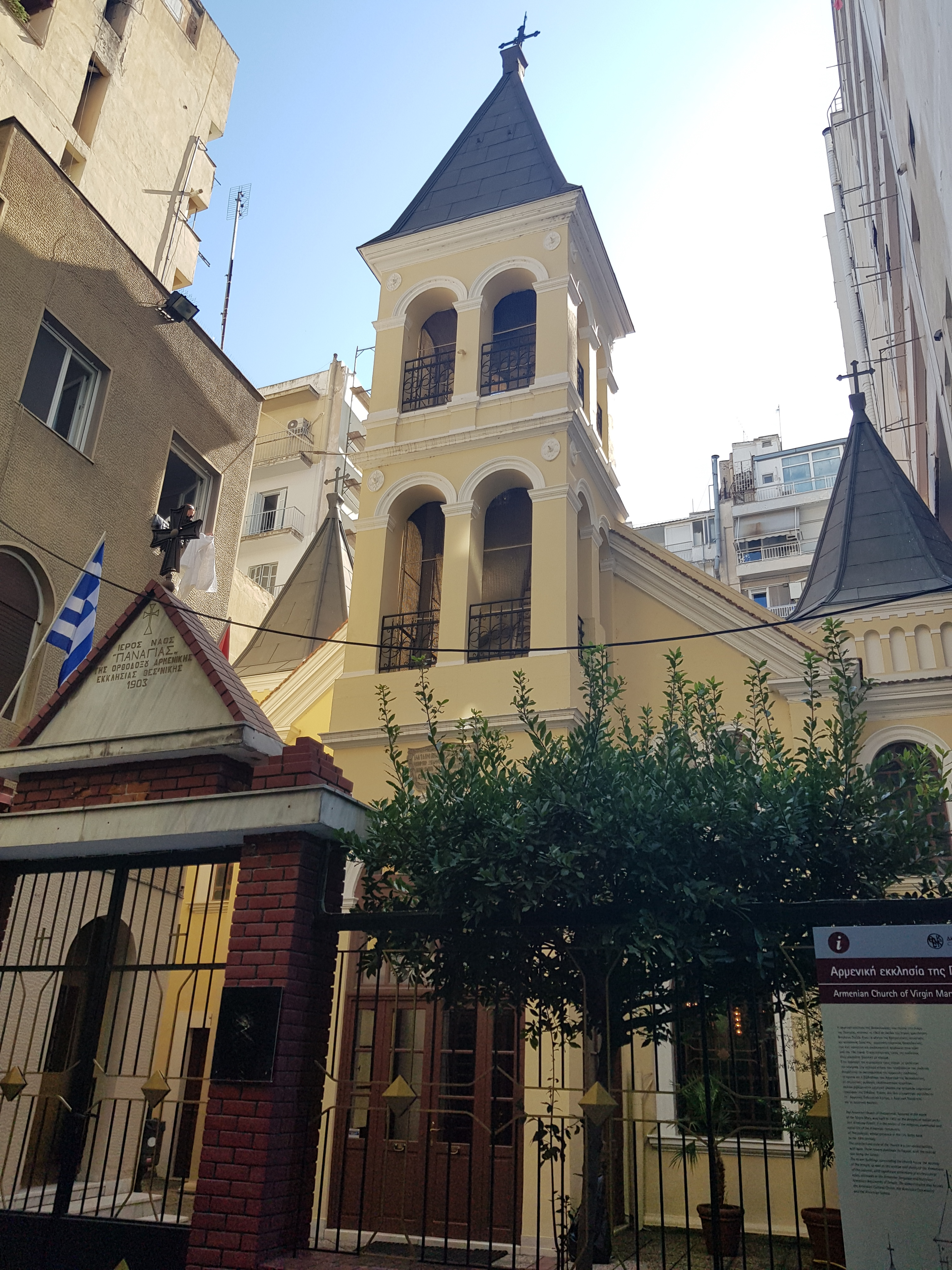
الكنيسة الأرمنية في مدينة سالونيك
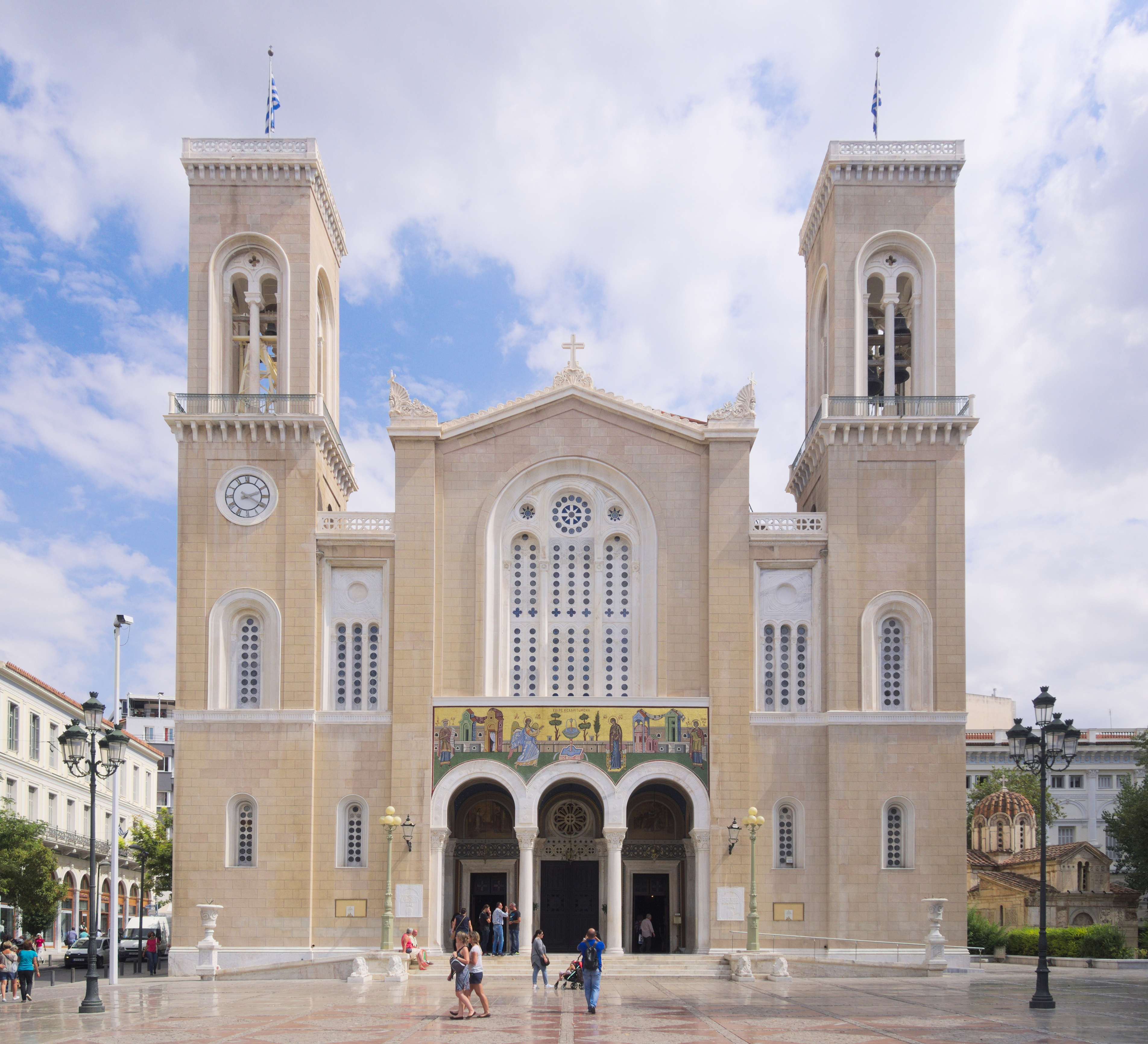
كاتدرائية أثينا اليونانية الأرثوذكسية
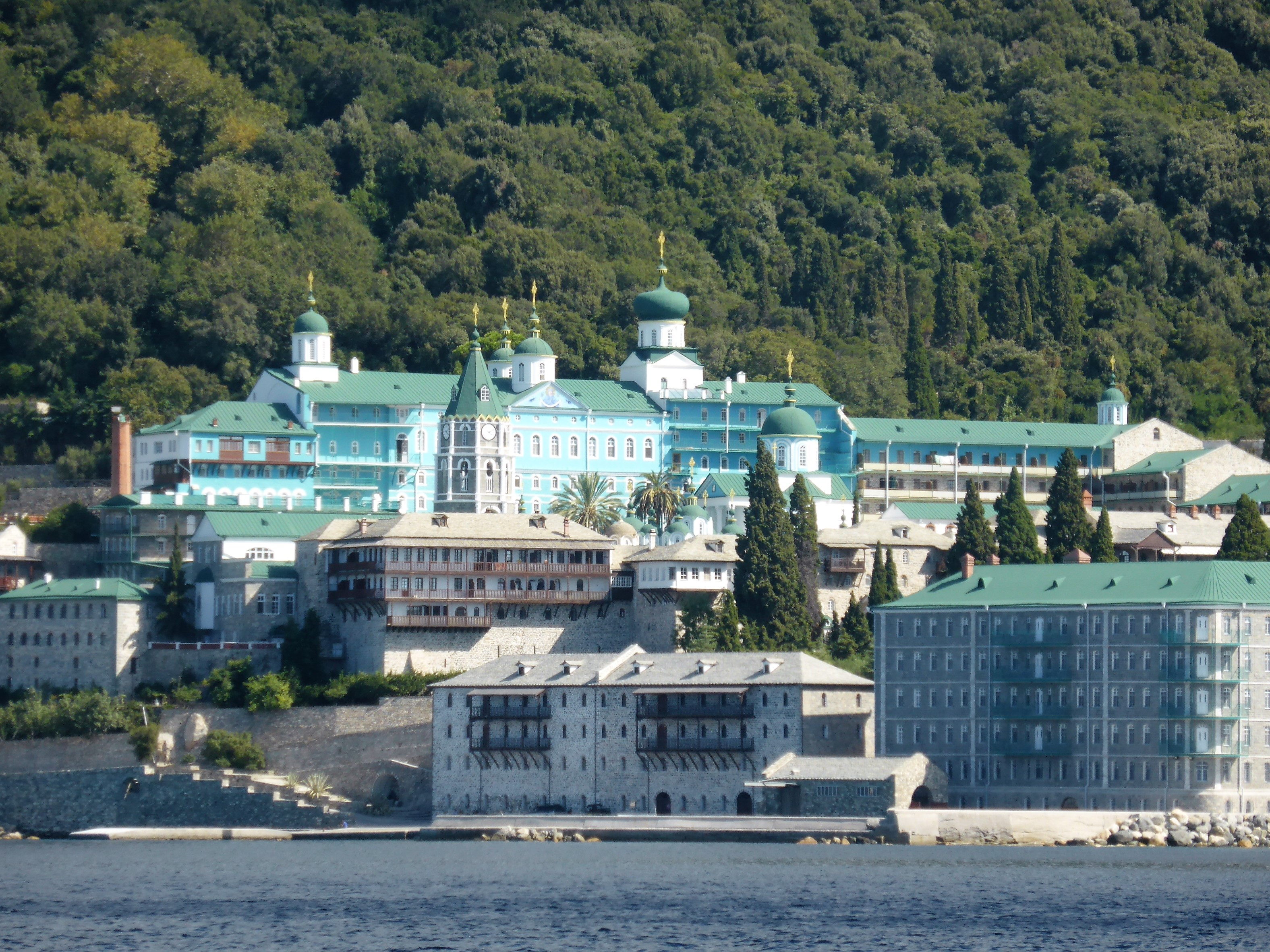
أديرة في جبل آثوس